# Muhammad Ali
Muhammad Ali (/ɑːˈliː/; tên khai sinh là Cassius Marcellus Clay Jr.; 17 tháng 1 năm 1942 – 3 tháng 6 năm 2016) là một nhà hoạt động và vận động viên quyền anh chuyên nghiệp người Mỹ. Với biệt danh "Người vĩ đại nhất", ông được đánh giá là một trong những nhân vật thể thao quan trọng nhất của thế kỷ 20 và thường được công nhận là võ sĩ hạng nặng vĩ đại nhất mọi thời đại. Ông giữ danh hiệu hạng nặng từ năm 1964 đến năm 1970. Ông là nhà vô địch không thể tranh cãi từ năm 1974 đến năm 1978 và là nhà vô địch hạng nặng WBA và Ring từ năm 1978 đến năm 1979. Năm 1999, ông được vinh danh là Vận động viên của thế kỷ bởi Sports Illustrated và Sports Personal của thế kỷ bởi BBC.
Sinh ra và lớn lên ở Louisville, Kentucky, ông bắt đầu tập luyện với tư cách là một võ sĩ quyền anh nghiệp dư ở tuổi 12. Năm 18 tuổi, ông giành huy chương vàng ở hạng cân nặng nhẹ tại Thế vận hội Mùa hè 1960 và chuyển sang thi đấu chuyên nghiệp vào cuối năm đó. Ông chuyển sang đạo Hồi sau năm 1961. Ông đã giành chức vô địch hạng nặng thế giới, đánh bại Sonny Liston trong một trận đấu lớn vào ngày 25 tháng 2 năm 1964, ở tuổi 22. Trong năm đó, ông tố cáo tên khai sinh của mình là "tên nô lệ" và chính thức thay đổi tên của mình. đặt tên là Muhammad Ali. Năm 1966, Ali từ chối vì niềm tin tôn giáo và đạo đức phản đối Chiến tranh Việt Nam và bị kết tội trốn quân dịch và bị tước danh hiệu quyền anh. Ông ở ngoài tù trong khi kháng cáo quyết định lên Tòa án Tối cao, nơi bản án của ông bị hủy bỏ vào năm 1971. Ông đã không chiến đấu trong gần bốn năm và đánh mất khoảng thời gian thi đấu đỉnh cao với tư cách là một vận động viên. Hành động của Ali với tư cách là người phản đối tận tâm Chiến tranh Việt Nam đã khiến ông trở thành biểu tượng cho phong trào phản văn hóa lớn hơn của thế hệ những năm 1960, và ông là một nhân vật rất nổi tiếng về niềm tự hào chủng tộc của người Mỹ gốc Phi trong phong trào dân quyền và trong suốt sự nghiệp của mình. Là một người Hồi giáo, Ali ban đầu được liên kết với Quốc gia Hồi giáo (NOI) của Elijah Muhammad . Sau đó, ông từ chối NOI, theo đạo Hồi Sunni.M.
Ông đã chiến đấu trong một số trận đấu quyền anh lịch sử, bao gồm các trận đấu được công bố rộng rãi của ông ấy với Sonny Liston, Joe Frazier (bao gồm cả Trận đấu của thế kỷ, sự kiện quyền anh lớn nhất cho đến lúc đó), Thrilla ở Manila, và trận đấu của ông với George Foreman trong The Rumble in the Jungle (Tiếng gầm trong rừng sâu). Ali phát triển mạnh trong ánh đèn sân khấu vào thời điểm mà nhiều võ sĩ để người quản lý của họ nói chuyện, và ông trở nên nổi tiếng với tính cách khiêu khích và kỳ quặc của mình. Ông nổi tiếng với việc nói những lời rác rưởi, thường có phong cách tự do với các chương trình gieo vần và thơ nói, và đã được công nhận là người tiên phong trong hip hop. Ông thường dự đoán rằng ông sẽ hạ gục đối thủ của mình ở hiệp nào.
Ngoài quyền anh, Ali đã đạt được thành công với tư cách là một nghệ sĩ ăn nói, phát hành hai album phòng thu: Tôi là người vĩ đại nhất! (1963) và Cuộc phiêu lưu của Ali và băng đảng của anh ta so với ông sâu răng (1976). Cả hai album đều nhận được đề cử giải Grammy. Ông cũng nổi bật với tư cách là một diễn viên và nhà văn, đã phát hành hai cuốn tự truyện. Ali từ giã quyền anh vào năm 1981 và tập trung vào tôn giáo, hoạt động từ thiện và hoạt động tích cực. Năm 1984, ông công khai chẩn đoán mắc hội chứng Parkinson, một số báo cáo cho rằng đó là do chấn thương liên quan đến quyền anh, mặc dù ông và các bác sĩ chuyên khoa của mình phản đối điều này. Ông vẫn là một nhân vật tích cực của công chúng trên toàn cầu, nhưng trong những năm cuối đời, ông ít xuất hiện trước công chúng hơn khi tình trạng của ông trở nên tồi tệ hơn và  được gia đình chăm sóc.

## Tiểu Sử

### Thời thơ ấu và sự khởi đầu
Cassius Marcellus Clay Jr. (/ˈkæʃəs/ KASH-əss) sinh ngày 17 tháng 1 năm 1942 tại Louisville, Kentucky. Ông có một người anh trai. Ông được đặt theo tên của cha mình, Cassius Marcellus Clay Sr., người có một chị gái và bốn anh trai  và bản thân ông được đặt tên để vinh danh chính trị gia Cộng hòa thế kỷ 19 và người theo chủ nghĩa bãi nô trung thành Cassius Marcellus Clay, cũng từ bang Kentucky. Ông bà nội của cha Clay là John Clay và Sallie Anne Clay; Em gái của Clay, Eva, cho rằng Sallie là người gốc Madagascar. Ông là hậu duệ của những nô lệ ở miền Nam trước chiến tranh, và chủ yếu là người gốc Phi, với di sản gia đình người Ireland và người Anh. Ông cố ngoại của Ali, Abe Grady, di cư từ Ennis, County Clare, Ireland. Thử nghiệm DNA được thực hiện vào năm 2018 cho thấy rằng, thông qua bà nội của mình, Ali là hậu duệ của cựu nô lệ Archer Alexander, người đã được chọn từ đội xây dựng làm hình mẫu của một người đàn ông được trả tự do cho Đài tưởng niệm Giải phóng, và là đối tượng của những người theo chủ nghĩa bãi nô. Cuốn sách của William Greenleaf Eliot, Câu chuyện về Cung thủ Alexander: Từ Chế độ nô lệ đến Tự do. Giống như Ali, Alexander chiến đấu cho tự do của mình.
Cha của ông là một họa sĩ vẽ bảng hiệu và biển quảng cáo, còn mẹ ông, Odessa O'Grady Clay (1917–1994), là một người giúp việc gia đình. Mặc dù Cassius Sr. là một tín đồ Giám lý, nhưng ông cho phép Odessa nuôi dưỡng cả Cassius Jr. và em trai của ông, Rudolph "Rudy" Clay (sau đổi tên thành Rahaman Ali), với tư cách là những người theo đạo Báp-tít. Cassius Jr. theo học trường trung học Central ở Louisville. Ông mắc chứng khó đọc, dẫn đến khó đọc và viết, ở trường và trong phần lớn cuộc đời.
Ali lớn lên giữa sự phân biệt chủng tộc. Mẹ ông nhớ lại một lần ông bị từ chối uống nước tại một cửa hàng: "Họ không cho anh ấy uống nước vì màu da của anh ấy. Điều đó thực sự ảnh hưởng đến anh ấy." Anh ấy cũng bị ảnh hưởng nặng nề bởi vụ sát hại Emmett năm 1955. Till, dẫn đến việc Clay trẻ tuổi và một người bạn giải tỏa sự thất vọng của họ bằng cách phá hoại một sân đường sắt địa phương. Hana, con gái của ông sau đó đã viết rằng Ali đã từng nói với cô ấy, "Không gì có thể khiến tôi rung động (hơn) câu chuyện về Emmett Till."

## Sự nghiệp nghiệp dư
Clay lần đầu tiên được cảnh sát Louisville và huấn luyện viên quyền anh Joe E. Martin hướng đến quyền anh, người đã bắt gặp cậu bé 12 tuổi đang tức giận vì một tên trộm đã lấy xe đạp của cậu. Anh ta nói với viên cảnh sát rằng anh ta sẽ "đánh" tên trộm. Viên sĩ quan nói với Clay rằng tốt hơn hết anh nên học quyền anh trước. Ban đầu, Clay không nhận lời đề nghị của Martin, nhưng sau khi xem các võ sĩ nghiệp dư trong chương trình quyền anh trên truyền hình địa phương có tên Tomorrow's Champions, Clay đã quan tâm đến viễn cảnh chiến đấu. Sau đó, anh ấy bắt đầu làm việc với huấn luyện viên Fred Stoner, người mà anh ấy tin tưởng đã cho anh ấy "sự đào tạo thực sự", cuối cùng đã hình thành nên "phong cách, sức chịu đựng và hệ thống của tôi." Trong bốn

năm cuối cùng của sự nghiệp nghiệp dư của Clay, anh đã được huấn luyện bởi tay đấm bốc Chuck Bodak
Clay ra mắt quyền anh nghiệp dư vào năm 1954 trước võ sĩ nghiệp dư địa phương Ronnie O'Keefe. Anh ấy đã thắng bằng quyết định chia đôi. Anh tiếp tục giành được sáu danh hiệu Găng tay vàng Kentucky, hai danh hiệu Găng tay vàng quốc gia, một danh hiệu quốc gia của Liên đoàn vận động viên nghiệp dư và huy chương vàng hạng nặng nhẹ trong Thế vận hội Mùa hè 1960 ở Rome. Kỷ lục nghiệp dư của Clay là 100 trận thắng với 5 trận thua. Ali cho biết trong cuốn tự truyện năm 1975 của mình rằng ngay sau khi trở về từ Thế vận hội Rome, anh đã ném huy chương vàng của mình xuống sông Ohio sau khi anh và một người bạn bị từ chối phục vụ tại một nhà hàng "chỉ dành cho người da trắng" và đánh nhau với một băng đảng da trắng. Câu chuyện sau đó đã bị tranh cãi và một số người bạn của Ali, bao gồm cả Bundini Brown và nhiếp ảnh gia Howard Bingham, đã phủ nhận nó. Brown nói với nhà văn Mark Kram của Sports Illustrated, "Honkies chắc chắn đã mua cái đó!" Tiểu sử về Ali của Thomas Hauser nói rằng Ali đã bị từ chối phục vụ tại quán ăn nhưng ông đã đánh mất huy chương một năm sau khi giành được nó. Ali đã nhận được huy chương thay thế tại Georgia Dome trong Thế vận hội 1996 ở Atlanta, nơi ông thắp đuốc để bắt đầu Thế vận hội.                      

## Sự nghiệp quyền anh

### Sự bắt đầu
Clay ra mắt chuyên nghiệp vào ngày 29 tháng 10 năm 1960, giành chiến thắng trong hiệp sáu quyết định trước Tunney Hunsaker. Từ đó đến cuối năm 1963, Clay lập kỷ lục 19–0 với 15 trận thắng bằng loại trực tiếp. Anh đã đánh bại các võ sĩ bao gồm Tony Esperti, Jim Robinson, Donnie Fleeman, Alonzo Johnson, George Logan, Willi Besmanoff, LaMar Clark, Doug Jones và Henry Cooper. Clay cũng đánh bại huấn luyện viên cũ của mình và võ sĩ kỳ cựu Archie Moore trong một trận đấu năm 1962.
Những trận chiến ban đầu này không phải là không có thử thách. Clay đã bị hạ gục bởi cả Sonny Banks và Cooper. Trong trận đấu với Cooper, Clay bị hạ gục bởi một cú móc trái ở cuối hiệp bốn và được cứu bởi chiếc chuông, tiếp tục giành chiến thắng ở hiệp thứ năm được dự đoán trước do vết cắt quá nặng của Cooper. Trận đấu với Doug Jones vào ngày 13 tháng 3 năm 1963, là trận đấu khó khăn nhất của Clay trong khoảng thời gian này. Hai ứng cử viên nặng ký số hai và số ba lần lượt là Clay và Jones đấu trên sân nhà của Jones tại Madison Square Garden của New York. Jones đã làm Clay choáng váng trong hiệp đầu tiên, và quyết định nhất trí dành cho Clay được chào đón bởi những tiếng la ó và một cơn mưa mảnh vỡ ném vào võ đài. Xem trên TV mạch kín, nhà vô địch hạng nặng Sonny Liston đã châm biếm rằng nếu anh ta chiến đấu với Clay, anh ta (Liston) có thể bị nhốt vì tội giết người. Trận đấu sau đó được tạp chí The Ring gọi là "Trận đấu của năm".
Trong mỗi trận chiến này, Clay đều lên tiếng coi thường đối thủ và khoe khoang khả năng của mình. Anh ta gọi Jones là "một người đàn ông nhỏ bé xấu xí" và Cooper là "kẻ vô tích sự". Anh ấy nói rằng mình cảm thấy xấu hổ khi lên võ đài với Alex Miteff và tuyên bố rằng Madison Square Garden "quá nhỏ đối với tôi". thu hút đám đông khổng lồ đến các sự kiện. Ali đã nói trong một cuộc phỏng vấn năm 1969 với Associated Press Hubert Mizel rằng anh ấy đã gặp George ở Las Vegas vào năm 1961, rằng George nói với anh ấy rằng nói về một trò chơi lớn sẽ kiếm được những người hâm mộ trả tiền, những người muốn thấy anh ấy thắng hoặc muốn thấy anh ấy thua , do đó Ali tự biến mình thành một kẻ "to mồm và khoác lác".
Năm 1960, Clay rời trại của Moore, một phần do Clay từ chối làm những công việc nhà như rửa bát và quét dọn. Để thay thế Moore, Clay đã thuê Angelo Dundee làm huấn luyện viên cho mình. Clay gặp Dundee vào tháng 2 năm 1957 trong sự nghiệp nghiệp dư của Clay. Khoảng thời gian này, Clay tìm kiếm thần tượng lâu năm Sugar Ray Robinson làm quản lý của mình, nhưng bị từ chối.

### Nhà vô địch hạng nặng thế giới
Cuối năm 1963, Clay trở thành ứng cử viên hàng đầu cho danh hiệu của Sonny Liston. Trận đấu diễn ra vào ngày 25 tháng 2 năm 1964 tại Bãi biển Miami. Liston là một người có tính cách đáng sợ, một chiến binh thống trị với quá khứ phạm tội và có quan hệ với đám đông. Dựa trên màn trình diễn tẻ nhạt của Clay trước Jones và Cooper trong hai trận đấu trước của anh ấy, và việc Liston đánh bại nhà cựu vô địch hạng nặng Floyd Patterson trong hai trận đấu loại trực tiếp ở vòng đầu tiên, Clay là kẻ yếu hơn 7–1. Mặc dù vậy, Clay đã chế nhạo Liston trong quá trình xây dựng trước trận chiến, gọi anh ta là "con gấu xấu xí to lớn", nói rằng "Liston thậm chí còn có mùi giống như một con gấu" và tuyên bố "Sau khi tôi đánh bại anh ta, tôi sẽ tặng anh ta cho sở thú."  Clay đã biến buổi cân trước trận đấu thành một rạp xiếc, hét vào mặt Liston rằng "ai đó sẽ chết trên võ đài đêm nay." Nhịp tim của Clay được đo là 120, cao hơn gấp đôi so với mức bình thường là 54. Nhiều người tham dự cho rằng hành vi của Clay bắt nguồn từ sự sợ hãi, và một số nhà bình luận tự hỏi liệu anh ta có xuất hiện trong trận đấu hay không.
Kết quả của cuộc chiến là một sự thất vọng lớn. Khi tiếng chuông khai mạc vang lên, Liston lao vào Clay, có vẻ tức giận và muốn hạ gục nhanh chóng. Tuy nhiên, tốc độ và khả năng di chuyển vượt trội của Clay đã giúp anh ta trốn tránh Liston, khiến nhà vô địch đánh trượt và trông rất khó xử. Vào cuối hiệp đầu tiên, Clay mở cuộc tấn công và đánh Liston liên tục bằng những cú đâm. Liston đã chiến đấu tốt hơn trong hiệp hai, nhưng ở đầu hiệp thứ ba, Clay đã đánh Liston bằng một pha phối hợp khiến anh ta khuỵu gối và để lại một vết cắt dưới mắt trái của anh ta. Đây là lần đầu tiên Liston bị cắt. Vào cuối hiệp 4, Clay đang quay trở lại góc của mình thì anh ấy bắt đầu cảm thấy đau nhức ở mắt và yêu cầu huấn luyện viên của anh ấy, Angelo Dundee, cắt găng tay của anh ấy. Dundee từ chối. Người ta suy đoán rằng vấn đề là do thuốc mỡ dùng để băng vết cắt của Liston, có lẽ do ông cố tình bôi ở góc găng tay. Mặc dù chưa được xác nhận, nhà sử học quyền anh Bert Sugar nói rằng hai đối thủ của Liston cũng phàn nàn về việc mắt họ bị "cháy".
Bất chấp những nỗ lực của Liston để hạ gục Clay bị mù, Clay vẫn có thể sống sót qua hiệp thứ năm cho đến khi mồ hôi và nước mắt rửa sạch sự khó chịu trên mắt anh. Trong hiệp thứ sáu, Clay chiếm ưu thế, đánh Liston liên tục. Liston đã không trả lời chuông trong hiệp thứ bảy và Clay được tuyên bố là người chiến thắng bằng TKO. Liston nói rằng lý do anh ấy nghỉ việc là do bị thương ở vai. Sau khi giành chiến thắng, Clay đắc thắng lao đến mép võ đài và chỉ vào chiếc máy ép bên võ đài, hét lên: "Hãy ăn lời đi!" Anh ấy nói thêm, "Tôi là người vĩ đại nhất! Tôi đã làm rung chuyển thế giới. Tôi là điều đẹp nhất từng tồn tại."
Tại trận đấu trên võ đài, Clay tỏ ra không tin rằng trận đấu bị dừng lại do Liston bị thương ở vai, nói rằng vết thương duy nhất mà Liston gặp phải là "một mắt hở, một vết cắt lớn!" Khi được Joe Louis cho biết vết thương là "cánh tay trái bị văng ra khỏi ổ", Clay đã châm biếm, "Ừ, đu đưa chẳng có gì, ai lại không?"
Giành chiến thắng trong trận đấu này ở tuổi 22, Clay trở thành võ sĩ quyền anh trẻ nhất đoạt đai từ tay nhà đương kim vô địch hạng nặng. Tuy nhiên, Floyd Patterson vẫn là người trẻ nhất giành được đai vô địch hạng nặng, làm được điều đó ở tuổi 21 trong một trận đấu loại trực tiếp sau khi Rocky Marciano giải nghệ. Mike Tyson đã phá cả hai kỷ lục vào năm 1986 khi đánh bại Trevor Berbick để giành đai hạng nặng ở tuổi 20. Chiến tích này cũng đưa Clay trở thành võ sĩ giành chức vô địch nhanh nhất trong kỷ nguyên hiện đại, làm được điều đó sau 20 trận.
Ngay sau trận chiến với Liston, Clay đổi tên thành Cassius X, và sau đó là Muhammad Ali khi cải sang đạo Hồi và gia nhập Quốc gia Hồi giáo. Ali sau đó phải đối mặt với một trận tái đấu với Liston được lên kế hoạch vào tháng 5 năm 1965 tại Lewiston, Maine. Nó đã được lên kế hoạch ở Boston vào tháng 11 trước đó, nhưng đã bị hoãn lại sáu tháng do Ali phải phẫu thuật khẩn cấp cho chứng thoát vị ba ngày trước đó. Cuộc chiến đã gây tranh cãi. Giữa hiệp đầu tiên, Liston bị hạ gục bởi một đòn khó nhìn mà báo chí mệnh danh là "cú đấm ma". Trọng tài Jersey Joe Walcott đã không bắt đầu đếm ngay sau khi hạ gục, vì Ali từ chối rút lui về một góc trung lập. Liston đứng dậy sau khi anh ta nằm xuống được khoảng 20 giây và cuộc chiến tiếp tục trong giây lát. Tuy nhiên, vài giây sau, Walcott, được những người bấm giờ thông báo rằng Liston đã bị hạ gục khi đếm đến 10, đã dừng trận đấu và tuyên bố Ali là người chiến thắng bằng loại trực tiếp. Toàn bộ cuộc chiến kéo dài chưa đầy hai phút.
Kể từ đó, người ta suy đoán rằng Liston đã cố tình rơi xuống đất. Các động cơ được đề xuất bao gồm các mối đe dọa đối với tính mạng của anh ta từ Quốc gia Hồi giáo, rằng anh ta đã đặt cược chống lại chính mình và rằng anh ta đã "lặn mất tăm" để trả nợ. Đoạn phim chiếu lại chuyển động chậm cho thấy Liston đã bị choáng bởi một cú chặt ngay của Ali, mặc dù không rõ liệu cú đánh đó có phải là một cú đấm hạ gục thực sự hay không.

### Chiến đấu với Patterson
Ali bảo vệ danh hiệu của mình trước nhà cựu vô địch hạng nặng Floyd Patterson vào ngày 22 tháng 11 năm 1965. Trước trận đấu, Ali đã chế giễu Patterson, người được biết đến rộng rãi khi gọi anh bằng tên cũ Cassius Clay, là "Chú Tom", gọi anh là "Con thỏ". ". Mặc dù Ali rõ ràng là người chơi tốt hơn Patterson, người đã bị thương trong trận đấu, trận đấu kéo dài 12 hiệp trước khi được gọi là loại trực tiếp kỹ thuật. Patterson sau đó nói rằng anh ấy đã làm căng cơ sacroiliac của mình. Ali bị chỉ trích trên các phương tiện truyền thông thể thao vì có vẻ đùa giỡn với Patterson trong trận đấu. Người viết tiểu sử Patterson W. K. Stratton tuyên bố rằng xung đột giữa Ali và Patterson không phải là thật mà được dàn dựng để tăng doanh thu bán vé và lượng khán giả xem kín, với cả hai người đàn ông đều đồng lõa với sân khấu. Stratton cũng trích dẫn một cuộc phỏng vấn của Howard Cosell, trong đó Ali giải thích rằng thay vì đùa giỡn với Patterson, anh ta đã kiềm chế không hạ gục anh ta sau khi rõ ràng Patterson bị thương. Patterson sau đó nói rằng anh ta chưa bao giờ bị trúng những cú đấm nhẹ nhàng như của Ali. Stratton nói rằng Ali đã dàn xếp trận đấu thứ hai, vào năm 1972, với Patterson đang gặp khó khăn về tài chính để giúp nhà cựu vô địch kiếm đủ tiền trả nợ cho IRS.

### Trận đấu chính
Sau trận đấu với Patterson, Ali thành lập công ty quảng cáo của riêng mình, Main Bout. Công ty chủ yếu xử lý các chương trình quảng bá quyền anh của Ali và các chương trình truyền hình mạch kín trả tiền theo lượt xem. Các cổ đông của công ty chủ yếu là các thành viên của Quốc gia Hồi giáo, cùng với một số người khác, bao gồm cả Bob Arum.
Ali và võ sĩ quyền anh vô địch hạng nặng WBA lúc bấy giờ là Ernie Terrell đã đồng ý gặp nhau để đấu một trận ở Chicago vào ngày 29 tháng 3 năm 1966 (WBA, một trong hai hiệp hội quyền anh, đã tước danh hiệu của Ali sau khi anh gia nhập Quốc gia Hồi giáo). Nhưng vào tháng 2, Ali đã được hội đồng dự thảo Louisville phân loại lại thành 1-A từ 1-Y, và anh ấy cho biết rằng anh ấy sẽ từ chối phục vụ, bình luận với báo chí, "Tôi không có gì chống lại Việt Cộng; không có Việt Cộng không bao giờ gọi tôi là mọi đen.", mặc dù phần thứ hai có lẽ là ngụy tạo. Giữa sự phản đối kịch liệt của giới truyền thông và công chúng về lập trường của Ali, Ủy ban Thể thao Illinois đã từ chối xử phạt trận đấu, với lý do kỹ thuật.[70]
Thay vào đó, Ali đã đến Canada và Châu Âu và giành chức vô địch trong các trận đấu với George Chuvalo, Henry Cooper, Brian London và Karl Mildenberger.
Ali trở lại Hoa Kỳ để đấu với Cleveland Williams tại Astrodome ở Houston vào ngày 14 tháng 11 năm 1966. Trận đấu thu hút một lượng khán giả trong nhà kỷ lục là 35.460 người. Williams từng được coi là một trong những tay đấm cứng nhất ở hạng cân nặng, nhưng vào năm 1964, ông đã bị một cảnh sát Texas bắn ở cự ly trống, dẫn đến mất một quả thận và 3,0 mét (10 ft) ruột non. Ali đã thống trị Williams, giành chiến thắng bằng loại trực tiếp kỹ thuật ở vòng thứ ba trong trận đấu mà một số người coi là màn trình diễn hay nhất trong sự nghiệp của anh ấy.
Ali đấu với Terrell tại Houston vào ngày 6 tháng 2 năm 1967. Terrell, người đã bất bại trong 5 năm và đã đánh bại nhiều võ sĩ mà Ali từng đối đầu, được coi là đối thủ khó khăn nhất của Ali kể từ Liston; anh ta to, khỏe và có lợi thế về tầm với 3 inch so với Ali. Trong thời gian dẫn trước trận đấu, Terrell liên tục gọi Ali là "Clay", khiến Ali rất khó chịu. Cả hai gần như đã xảy ra xung đột về vấn đề tên tuổi trong một cuộc phỏng vấn trước trận đấu với Howard Cosell. Ali dường như có ý định làm bẽ mặt Terrell. "Tôi muốn tra tấn anh ta", anh ta nói. "Một trận loại trực tiếp sạch sẽ là quá tốt cho anh ta." Ở hiệp thứ tám, Ali đã chế nhạo Terrell, đánh anh ta bằng những cú đâm và hét lên giữa các cú đấm, "Tên tôi là gì, chú Tom ... tên tôi là gì?" Ali đã giành chiến thắng trong 15 hiệp quyết định nhất trí. Terrell tuyên bố rằng ngay từ đầu trận đấu, Ali đã cố tình chọc ngón tay cái vào mắt anh ta, buộc anh ta phải chiến đấu trong tình trạng mù quáng, và sau đó, trong một tình huống khó khăn, anh ta dụi con mắt bị thương vào dây thừng. Vì ý định rõ ràng của Ali là kéo dài trận đấu để trừng phạt tối đa, các nhà phê bình đã mô tả trận đấu là "một trong những trận đấu quyền anh xấu xí nhất." Tex Maule sau đó đã viết: "Đó là một màn trình diễn tuyệt vời về kỹ năng đấm bốc và một màn thể hiện sự tàn ác dã man." Ali phủ nhận cáo buộc tàn ác, nhưng đối với những người chỉ trích Ali, cuộc chiến cung cấp thêm bằng chứng về sự kiêu ngạo của anh ta.
Sau trận bảo vệ danh hiệu của Ali trước Zora Folley vào ngày 22 tháng 3, anh bị tước danh hiệu do từ chối nhập ngũ. Giấy phép quyền anh của anh ấy cũng bị bang New York đình chỉ. Anh ta bị kết tội trốn quân dịch vào ngày 20 tháng 6 và bị kết án 5 năm tù giam cùng khoản tiền phạt 10.000 đô la. Anh ta đã trả một khoản tiền thế chân và vẫn được tự do trong khi bản án đang được kháng cáo.

## Quan điểm về chiến tranh của Mỹ ở Việt Nam
—Muhammad Ali nói với đám đông sinh viên đại học trong thời gian anh ấy bị trục xuất khỏi quyền anh.
Ali đã đăng ký nhập ngũ vào quân đội Hoa Kỳ vào ngày sinh nhật thứ 18 của mình và được xếp vào danh sách 1-A vào năm 1962. Năm 1964, anh ấy được phân loại lại thành Loại 1-Y (chỉ phù hợp để phục vụ trong trường hợp khẩn cấp quốc gia) sau khi anh ấy trượt bài kiểm tra đủ tiêu chuẩn của Lực lượng Vũ trang Hoa Kỳ vì kỹ năng viết và đánh vần của anh ấy dưới tiêu chuẩn, do chứng khó đọc của anh ấy. (Người ta trích dẫn anh ấy nói: "Tôi đã nói rằng tôi là người vĩ đại nhất chứ không phải thông minh nhất!")  Đến đầu năm 1966, quân đội hạ thấp tiêu chuẩn để cho phép những người lính trên phân vị thứ 15 và Ali một lần nữa được xếp vào loại 1 -A. Sự phân loại này có nghĩa là giờ đây anh ấy đủ điều kiện tham gia quân dịch và gia nhập Quân đội Hoa Kỳ vào thời điểm Hoa Kỳ tham gia vào Chiến tranh Việt Nam, một cuộc chiến khiến anh ấy càng thêm mâu thuẫn với giới da trắng.
Khi được thông báo về tình trạng này, Ali tuyên bố rằng anh sẽ từ chối phục vụ trong quân đội và công khai coi mình là một người phản đối vì lương tâm. Ali tuyên bố: "Chiến tranh đi ngược lại những lời dạy của Qur'an. Tôi không cố trốn quân dịch. Chúng tôi không được phép tham gia vào bất kỳ cuộc chiến nào trừ khi được Allah hoặc Sứ giả tuyên bố. Chúng tôi không tham gia vào chiến tranh Kitô giáo hay chiến tranh của bất kỳ người ngoại đạo nào". Anh ấy cũng nói "Chúng tôi không phải là kẻ xâm lược nhưng chúng tôi sẽ tự vệ nếu bị tấn công." Anh tuyên bố: "Anh bạn, tôi không cãi nhau với bọn Việt Cộng." Ali giải thích thêm: "Tại sao họ lại yêu cầu tôi mặc quân phục và đi xa nhà hàng vạn dặm và thả bom và đạn vào màu nâu? Những người ở Việt Nam trong khi những người được gọi là người da đen ở Louisville bị đối xử như chó và bị từ chối các quyền con người đơn giản?" can dự vào Chiến tranh Việt Nam.
Vào ngày 28 tháng 4 năm 1967, Ali xuất hiện tại Houston để tham gia dự kiến gia nhập Lực lượng Vũ trang Hoa Kỳ, nhưng anh đã ba lần từ chối bước ra khi tên của mình được xướng lên. Một sĩ quan cảnh báo anh ta rằng anh ta đang phạm trọng tội có thể bị phạt 5 năm tù và phạt 10.000 đô la. Một lần nữa, Ali không chịu nhúc nhích khi được gọi tên, và anh ta bị bắt. Cuối ngày hôm đó, Ủy ban Thể thao Bang New York đã đình chỉ giấy phép quyền anh của Ali và Hiệp hội Quyền anh Thế giới đã tước danh hiệu của anh . Các khoản quyền anh khác cũng theo sau. Ali vẫn không thể xin được giấy phép thi đấu ở bất kỳ tiểu bang nào trong hơn ba năm. , Bill Russell và Kareem Abdul-Jabbar, cũng như một nhà lãnh đạo chính trị, Carl Stokes, đã tập hợp tại Liên minh Kinh tế Công nghiệp Da đen ở Cleveland cho cái được gọi là "Hội nghị thượng đỉnh Cleveland" hoặc "Hội nghị thượng đỉnh Muhammad Ali." Cuộc họp do Brown tổ chức để các đồng nghiệp của anh đặt câu hỏi cho Ali về mức độ nghiêm trọng trong những lời kết tội của anh và quyết định có nên ủng hộ anh hay không, điều mà cuối cùng họ đã làm.
Tại phiên tòa xét xử ngày 20 tháng 6 năm 1967, bồi thẩm đoàn tuyên bố Ali có tội chỉ sau 21 phút nghị án về tội vi phạm luật Tuyển quân do từ chối nhập ngũ. Sau khi Tòa phúc thẩm giữ nguyên bản án, vụ việc đã được Tòa án Tối cao Hoa Kỳ xem xét lại vào năm 1971.
Ali vẫn tự do trong những năm giữa phán quyết của Tòa phúc thẩm và phán quyết của Tòa án Tối cao. Khi dư luận bắt đầu khiến mọi người phản đối chiến tranh và Phong trào Dân quyền tiếp tục phát triển, Ali trở thành một diễn giả nổi tiếng tại các trường cao đẳng và đại học trên cả nước; hành trình này rất hiếm nếu không muốn nói là chưa từng có đối với một người đoạt giải. Ví dụ, tại Đại học Howard, ông đã có bài phát biểu nổi tiếng "Da đen là tốt nhất" trước 4.000 sinh viên và trí thức cộng đồng đang cổ vũ, sau khi ông được giáo sư xã hội học Nathan Hare mời phát biểu thay mặt cho Ủy ban Quyền lực Da đen, một nhóm sinh viên phản đối.
Vào ngày 28 tháng 6 năm 1971, Tòa án Tối cao của Hoa Kỳ trong vụ Clay kiện Hoa Kỳ đã lật ngược bản án của Ali bằng một quyết định nhất trí 8–0 (Thẩm phán Thurgood Marshall đã tự rút lui, vì ông đã từng là Tổng Cố vấn Hoa Kỳ vào thời điểm Ali bị kết án ). Quyết định này không dựa trên, cũng như không đề cập đến giá trị của các tuyên bố của Ali. Thay vào đó, Tòa án cho rằng vì hội đồng kháng cáo không đưa ra lý do từ chối miễn trừ đối với người phản đối vì lương tâm đối với Ali, nên không thể xác định xét nghiệm nào trong ba bài kiểm tra cơ bản đối với tư cách người phản đối vì lương tâm (được cung cấp trong bản tóm tắt của Bộ Tư pháp). hội đồng kháng cáo dựa vào, và bản án của Ali phải được đảo ngược.

### Tác động của việc từ chối dự thảo của Ali
Tấm gương của Ali đã truyền cảm hứng cho nhiều người Mỹ da đen và những người khác. Tuy nhiên, ban đầu khi từ chối giới thiệu, anh ta được cho là người đàn ông bị ghét nhất đất nước và nhận được nhiều lời đe dọa giết chết. Những người ủng hộ Ali trong thời gian này cũng bị đe dọa, bao gồm cả nhà báo thể thao Jerry Izenberg, người có chuyên mục bảo vệ quyết định không phục vụ của Ali. Anh ấy viết, "Những lời đe dọa đánh bom đã khiến văn phòng của chúng tôi trống rỗng, khiến các nhân viên nổi bật trong tuyết. Kính chắn gió ô tô của tôi đã bị búa tạ đập vỡ." Nhà báo William Rhoden của tờ The New York Times đã viết, "Hành động của Ali đã thay đổi tiêu chuẩn của tôi về những gì tạo nên sự vĩ đại của một vận động viên. Sở hữu một cú nhảy sát thủ hoặc khả năng dừng lại ngay lập tức không còn đủ nữa. Bạn đã làm gì để giải phóng dân tộc của mình? Bạn đã làm gì để giúp đất nước của mình tuân thủ giao ước của nguyên tắc thành lập của nó?"
Nhắc lại quan điểm phản chiến của Ali, Kareem Abdul-Jabbar nói: "Tôi nhớ các giáo viên ở trường trung học của tôi không thích Ali vì anh ấy quá chống đối và anh ấy đã coi thường chính quyền và bỏ qua. thực tế là anh ấy tự hào là một người da đen và rằng anh ấy có rất nhiều tài năng... khiến một số người nghĩ rằng anh ấy nguy hiểm. Nhưng chính vì những lý do đó mà tôi thích anh ấy."
Các nhân vật dân quyền tin rằng Ali có tác động mạnh mẽ đến phong trào tự do nói chung. Al Sharpton đã nói về sự dũng cảm của mình vào thời điểm vẫn còn sự ủng hộ rộng rãi cho Chiến tranh Việt Nam:
''Đối với nhà vô địch hạng nặng của thế giới, người đã đạt được đẳng cấp cao nhất của danh tiếng thể thao, đặt tất cả những thứ đó lên hàng đầu—tiền bạc, khả năng nhận được sự chứng thực—để hy sinh tất cả những thứ đó vì một lý tưởng, mang lại cảm giác hoàn toàn tính hợp pháp cho phong trào và những nguyên nhân với những người trẻ tuổi mà không có gì khác có thể làm được. Ngay cả những người bị ám sát, chắc chắn mất mạng, nhưng họ không tự nguyện làm điều đó. Anh ta biết mình sẽ vào tù và vẫn làm điều đó. Đó là một cấp độ lãnh đạo và hy sinh khác''.
Ali đã được vinh danh với Giải thưởng Martin Luther King hàng năm vào năm 1970 bởi nhà lãnh đạo dân quyền Ralph Abernathy, người đã gọi ông là "một ví dụ sống động về sức mạnh tâm hồn, cuộc hành quân đến Washington bằng hai nắm đấm.'' Coretta Scott King nói thêm rằng Ali là "người đấu tranh cho công lý, hòa bình và đoàn kết".
Khi nói về cái giá phải trả cho sự nghiệp của Ali khi anh ấy từ chối nhập ngũ, huấn luyện viên Angelo Dundee của anh ấy nói, "Có một điều cần phải tính đến khi nói về Ali: Anh ấy đã bị cướp đi những năm tháng đẹp nhất, những năm tháng đỉnh cao của mình." Người quảng bá của Ali, Bob Arum, không ủng hộ sự lựa chọn của Ali vào thời điểm đó, nhưng vào năm 2016, Arum đã nói: "Khi tôi nhìn lại cuộc đời của anh ấy, và tôi thật may mắn khi được gọi anh ấy là bạn và dành nhiều thời gian cho anh ấy, thật khó cho tôi để nói về những kỳ tích của anh ấy trong môn quyền anh bởi vì dù vĩ đại đến mấy thì chúng cũng chẳng là gì so với tác động mà anh ấy gây ra cho thế giới... Anh ấy đã làm những gì anh ấy cho là đúng. Và hóa ra anh ấy đúng, còn tôi thì sai ."
Việc Ali phản đối quân dịch đã được đề cập trong bộ phim tài liệu năm 2013 mang tên The Trials of Muhammad Ali.

### NSA và FBI theo dõi thông tin liên lạc của Ali
Trong một chiến dịch bí mật có mật danh là "Minaret", Cơ quan An ninh Quốc gia (NSA) đã chặn liên lạc của những người Mỹ hàng đầu, bao gồm Ali, Thượng nghị sĩ Frank Church và Howard Baker, Tiến sĩ Martin Luther King Jr., các nhà báo nổi tiếng của Hoa Kỳ và những người khác đã chỉ trích cuộc chiến tranh của Mỹ ở Việt Nam. Một đánh giá của NSA về chương trình Minaret đã kết luận rằng nó "đáng tai tiếng nếu không muốn nói là hoàn toàn bất hợp pháp."
Năm 1971, Cuộc chiến thế kỷ của Ali với Frazier được một n hóm hoạt động, Ủy ban Công dân Điều tra FBI, sử dụng để thực hiện một vụ trộm tại văn phòng FBI ở Pennsylvania; dự đoán về cuộc chiến không giống bất kỳ điều gì khác, vì vậy họ tin rằng an ninh cũng sẽ được tập trung vào cuộc chiến. Cuộc đột kích này đã vạch trần các hoạt động của COINTELPRO bao gồm việc theo dõi bất hợp pháp các nhà hoạt động liên quan đến các phong trào dân quyền và phản chiến. Một trong những mục tiêu của COINTELPRO là Ali, và các hoạt động của họ bao gồm việc FBI giành được quyền truy cập vào hồ sơ của anh ấy từ khi còn học tiểu học; một hồ sơ như vậy đã đề cập đến việc anh ấy yêu thích nghệ thuật khi còn nhỏ.

## Lưu vong và trở về
Vào tháng 3 năm 1966, Ali từ chối gia nhập lực lượng vũ trang. Anh ta đã bị từ chối cấp phép quyền anh một cách có hệ thống ở mọi tiểu bang và bị tước hộ chiếu. Do đó, anh  đã không tham gia chiến đấu từ tháng 3 năm 1967 đến tháng 10 năm 1970 từ 25 đến gần 29 tuổi khi vụ án của Ali được xử lý theo quy trình kháng cáo trước khi bản án của anh bị hủy bỏ vào năm 1971.

### Biểu tình khi bị lưu đày
Trong thời gian ngừng hoạt động này, khi sự phản đối Chiến tranh Việt Nam bắt đầu gia tăng và lập trường của Ali nhận được thiện cảm, anh đã phát biểu tại các trường cao đẳng trên toàn quốc, chỉ trích Chiến tranh Việt Nam và ủng hộ niềm tự hào của người Mỹ gốc Phi và công bằng chủng tộc. Ali đặt trụ sở tại Chicago. Theo những người thân cận nhất với anh ấy, những năm tháng ở Chicago của anh ấy đã được hình thành.
Vào thời điểm đó, Ali bị truyền thông Mỹ lên án rộng rãi, với lo ngại rằng hành động của ông có thể dẫn đến bất tuân dân sự hàng loạt. Mặc dù vậy, tạp chí Ebony đã lưu ý vào cuối những năm 1960 rằng sự nổi tiếng của Ali đã tăng lên trong thời gian này, đặc biệt là đối với người da đen.

### Siêu chiến đấu
Trong khi bị cấm tham gia các trận đấu bị trừng phạt, Ali đã giải quyết vụ kiện trị giá 1 triệu đô la chống lại nhà sản xuất đài phát thanh Murray Woroner bằng cách chấp nhận 10.000 đô la để xuất hiện trong một trận đấu giả tưởng được dàn dựng riêng chống lại nhà vô địch đã nghỉ hưu Rocky Marciano. Năm 1969, các võ sĩ được quay phim thi đấu trong khoảng 75 hiệp một phút; họ đã tạo ra một số kết quả tiềm năng. Một chương trình máy tính được cho là đã xác định người chiến thắng, dựa trên dữ liệu về các võ sĩ, cùng với ý kiến của khoảng 250 chuyên gia quyền anh. Các phiên bản đã chỉnh sửa của trận đấu được chiếu tại các rạp chiếu phim vào năm 1970. Trong phiên bản Hoa Kỳ, Ali đã thua trong một trận đấu loại trực tiếp ở vòng 13 mô phỏng, nhưng trong phiên bản châu Âu, Marciano thua do bị cắt, cũng được mô phỏng.
Ali cho rằng định kiến đã quyết định thất bại của anh ta trong phiên bản Hoa Kỳ; được cho là ông đã nói đùa rằng, "Máy tính đó được sản xuất ở Alabama."

## Trở lại
Vào ngày 11 tháng 8 năm 1970, với trường hợp của anh ấy vẫn đang được kháng cáo, Ali đã được Ủy ban thể thao thành phố Atlanta cấp giấy phép thi đấu quyền anh. Leroy Johnson, Jesse Hill Jr. và Harry Pett đã sử dụng ảnh hưởng chính trị địa phương của họ và thành lập công ty House of Sports để tổ chức cuộc chiến, nhấn mạnh sức mạnh ảnh hưởng của nền chính trị da đen Georgia trong sự trở lại của Ali. Trận đấu trở lại đầu tiên của Ali là trận đấu với Jerry Quarry vào ngày 26 tháng 10, dẫn đến chiến thắng sau ba hiệp sau khi Quarry bị hạ gục.
Một tháng trước đó, chiến thắng tại tòa án liên bang đã buộc Ủy ban quyền anh bang New York khôi phục giấy phép của Ali. Anh ấy đã đấu với Oscar Bonavena tại Madison Square Garden vào tháng 12, một màn trình diễn tẻ nhạt kết thúc bằng một pha hạ gục kỹ thuật đầy kịch tính trước Bonavena ở hiệp thứ 15. Chiến thắng khiến Ali trở thành ứng cử viên hàng đầu trước nhà vô địch hạng nặng Joe Frazier.

### Đối đầu với Joe Frazier
Trận đấu đầu tiên của Ali và Frazier, được tổ chức tại Garden vào ngày 8 tháng 3 năm 1971, được đặt biệt danh là "Trận đấu của thế kỷ", do sự phấn khích tột độ xung quanh cuộc đọ sức giữa hai võ sĩ bất bại, mỗi người đều có tuyên bố chính đáng là nhà vô địch hạng nặng. Nhà văn kỳ cựu về quyền anh Hoa Kỳ John Condon gọi đó là "sự kiện vĩ đại nhất mà tôi từng tham gia trong đời." Trận đấu được phát sóng tới 36 quốc gia; các nhà quảng bá đã cấp 760 lượt báo chí.
Thêm vào bầu không khí là sân khấu đáng kể trước trận chiến và gọi tên. Trước trận đấu, Frazier đã gọi Ali là "Cassius Clay", điều này khiến Ali tức giận và anh ta miêu tả Frazier như một "công cụ ngu ngốc của cơ sở da trắng." Ali nói: "Frazier quá xấu để trở thành nhà vô địch. "Frazier quá ngu ngốc để trở thành nhà vô địch." Ali cũng thường gọi Frazier là "Chú Tom". Dave Wolf, người làm việc trong trại của Frazier, kể lại rằng, "Ali đã nói rằng 'những người duy nhất ủng hộ Joe Frazier là những người da trắng mặc vest, cảnh sát trưởng Alabama và các thành viên của Ku Klux Klan. Tôi đang đấu tranh cho người đàn ông nhỏ bé trong khu ổ chuột.' Joe đang ngồi đó, đập nắm đấm vào lòng bàn tay và nói, 'Anh ta biết cái quái gì về khu ổ chuột?'"
Ali bắt đầu được đào tạo tại một trang trại gần Reading, Pennsylvania, vào năm 1971 và nhận thấy khung cảnh đất nước theo ý thích của mình, anh đã tìm cách phát triển một trại huấn luyện thực sự ở vùng nông thôn. Anh ấy đã tìm thấy một khu đất rộng 5 mẫu Anh trên một con đường quê Pennsylvania ở làng Deer Lake, Pennsylvania. Trên địa điểm này, Ali đã vạch ra nơi sẽ trở thành trại huấn luyện của mình, nơi anh huấn luyện cho tất cả các trận đấu của mình từ năm 1972 đến khi kết thúc sự nghiệp vào năm 1981.
Cuộc chiến đêm thứ Hai đã diễn ra đúng với mục đích thanh toán của nó. Trong phần xem trước hai trận đấu khác của họ, một Frazier cúi người, nhấp nhô và luồn lách liên tục gây áp lực cho Ali, thường xuyên bị trúng đòn và các pha phối hợp của Ali, nhưng không ngừng tấn công và ghi bàn liên tục, đặc biệt là vào cơ thể của Ali. Cuộc chiến thậm chí còn ở những hiệp đầu tiên, nhưng Ali đã phải chịu nhiều hình phạt hơn bao giờ hết trong sự nghiệp của mình. Trong một số trường hợp ở những hiệp đầu tiên, anh ấy đã chơi trước đám đông và lắc đầu "không" sau khi bị đánh. Trong các vòng sau — trong lần xuất hiện đầu tiên của "chiến lược giật dây" —Ali dựa vào dây thừng và chịu hình phạt từ Frazier, hy vọng sẽ làm anh ta mệt mỏi. Ở hiệp thứ 11, Frazier thực hiện một cú móc trái khiến Ali chao đảo, nhưng vì có vẻ như Ali đang làm trò hề khi anh ta lảo đảo lùi về phía sau vòng đấu, Frazier do dự trong việc tận dụng lợi thế của mình vì sợ Ali phản công. Ở hiệp cuối cùng, Frazier hạ gục Ali bằng một cú móc trái hiểm hóc, mà trọng tài Arthur Mercante cho rằng một người có thể bị đánh mạnh đến mức nào. Ali đứng dậy sau ba giây. Tuy nhiên, Ali đã thua bởi quyết định nhất trí, thất bại chuyên nghiệp đầu tiên của anh.

### Thử thách Chamberlain và cuộc chiến của Ellis
Năm 1971, ngôi sao bóng rổ Wilt Chamberlain thách đấu với Ali, và một trận đấu được lên kế hoạch vào ngày 26 tháng 7. Mặc dù Chamberlain cao 7 foot 2 inch có lợi thế về thể chất đáng gờm so với Ali—nặng hơn 60 pound và có thể cao tới 14 inch hơn nữa — Ali đã có thể tác động để Chamberlain ngừng trận đấu bằng cách chế nhạo anh ta bằng những tiếng gọi "Timber!" và "Cây sẽ đổ" trong một cuộc phỏng vấn được chia sẻ. Những tuyên bố tự tin này đã khiến đối thủ cao lớn hơn của anh bối rối, người mà chủ sở hữu của Los Angeles Lakers, Jack Kent Cooke, đã đề nghị một hợp đồng lập kỷ lục, với điều kiện Chamberlain phải đồng ý từ bỏ điều mà Cooke gọi là "sự ngu ngốc quyền anh này", và anh ấy đã làm đúng như vậy. Để thay thế đối thủ của Ali, nhà quảng bá Bob Arum đã nhanh chóng đặt một đối tác cũ của Ali, Jimmy Ellis, một người bạn thời thơ ấu từ Louisville, Kentucky, để chiến đấu với anh ta. Ali đã thắng trận đấu bằng loại trực tiếp kỹ thuật khi trọng tài dừng trận đấu ở hiệp thứ mười hai.

### Sau khi thất bại

#### Đối đấu với Quarry, Patterson, Foster và Norton
Sau trận thua Frazier, Ali đấu với Jerry Quarry, có trận thứ hai với Floyd Patterson và đối đầu với Bob Foster vào năm 1972, thắng tổng cộng sáu trận trong năm đó. Năm 1973, Ken Norton đã đánh gãy hàm của Ali khiến anh chấn thương mất lần thứ hai trong sự nghiệp. Sau khi ban đầu cân nhắc giải nghệ, Ali đã giành chiến thắng trong một quyết định gây tranh cãi trước Norton trong trận đấu thứ hai của họ. Điều này dẫn đến trận tái đấu với Joe Frazier tại Madison Square Garden vào ngày 28 tháng 1 năm 1974; Frazier gần đây đã mất danh hiệu vào tay George Foreman.

#### Trận đấu thứ hai với Joe Frazier
Ali rất mạnh trong những hiệp đầu của trận đấu, và khiến Frazier choáng váng ở hiệp thứ hai. Trọng tài Tony Perez đã nhầm tưởng rằng ông nghe thấy tiếng chuông kết thúc hiệp đấu và bước vào giữa hai võ sĩ khi Ali đang tấn công, giúp Frazier có thời gian hồi phục. Tuy nhiên, Frazier đã vào sân ở các hiệp giữa, đánh gục đầu Ali ở hiệp bảy và đẩy anh ta vào thế khó ở cuối hiệp tám. Bốn hiệp cuối chứng kiến sự thay đổi động lực từ hiệp này sang hiệp khác giữa hai võ sĩ. Tuy nhiên, trong phần lớn thời gian của hiệp đấu, Ali đã có thể xoay người thoát khỏi cú móc trái nguy hiểm của Frazier và trói Frazier lại khi anh ta bị dồn vào đường cùng, chiến thuật sau này mà trại của Frazier đã phàn nàn một cách cay đắng. Ali đã giành chiến thắng thông qua quyết định nhất trí ở hiệp thứ 12.

### Nhà vô địch hạng nặng thế giới (lần thứ hai)

#### The Rumble in the Jungle( Tiếng gầm trong rừng sâu )
Thất bại trước Frazier đã tạo tiền đề cho trận tranh đai với nhà vô địch hạng nặng George Foreman ở Kinshasa, Zaire, vào ngày 30 tháng 10 năm 1974—một trận đấu có biệt danh là Tiếng gầm trong rừng sâu. Foreman được coi là một trong những tay đấm khó nhất trong lịch sử hạng nặng. Khi đánh giá trận đấu, các nhà phân tích chỉ ra rằng Joe Frazier và Ken Norton, những người đã giao đấu với Ali bốn trận khó khăn và thắng hai trong số đó, đều đã bị Foreman tàn phá trong các trận đấu loại trực tiếp ở vòng hai. Ali năm nay 32 tuổi, rõ ràng đã mất tốc độ và phản xạ từ những năm đôi mươi. Trái ngược với tính cách sau này của mình, Foreman vào thời điểm đó là một sự hiện diện đáng sợ và đáng sợ. Hầu như không có ai liên quan đến môn thể thao này, kể cả người ủng hộ lâu năm của Ali, Howard Cosell, đã cho nhà cựu vô địch cơ hội chiến thắng.
Như thường lệ, Ali tỏ ra tự tin và đầy màu sắc trước trận đấu. Anh ấy nói với người phỏng vấn David Frost, "Nếu bạn nghĩ rằng thế giới ngạc nhiên khi Nixon từ chức, hãy đợi cho đến khi tôi đánh Foreman sau lưng!"  Anh ấy nói với báo chí, "Tôi đã làm một điều mới cho cuộc chiến này. Tôi đã vật lộn với một cá sấu, tôi đã vật lộn với một con cá voi; sét còng tay, ném sấm sét vào tù; mới tuần trước, tôi đã giết một tảng đá, làm bị thương một tảng đá, nhập viện một viên gạch; tôi thật hèn hạ khi làm thuốc phát bệnh." Ali là cực kỳ nổi tiếng ở Zaire, với đám đông hô vang "Ali, bomaye" ("Ali, giết hắn") ở bất cứ nơi nào anh đến.
Ali mở đầu trận đấu khi di chuyển và ghi bàn bằng quả tạt bên phải vào đầu của Foreman. Sau đó, bắt đầu ở hiệp thứ hai, và trước sự kinh hoàng ở góc của mình, Ali rút lui về phía dây thừng và mời Foreman đánh anh ta trong khi che chắn, ôm chặt và phản công, tất cả trong khi chế nhạo Foreman bằng lời nói. Động thái này, sau này được gọi là "Rope-a-dope", vì vậy đã vi phạm sự khôn ngoan của quyền anh thông thường — để một trong những tay đấm cừ khôi nhất trong môn quyền anh ra đòn theo ý muốn — mà nhà biên kịch George Plimpton của võ đài nghĩ rằng trận đấu phải được dàn xếp. Foreman, ngày càng tức giận, tung ra những cú đấm bị chệch hướng và không tiếp đất thẳng. Giữa cuộc chiến, khi Foreman bắt đầu mệt mỏi, Ali phản công thường xuyên và hiệu quả hơn bằng những cú đấm và những cú đấm, khiến đám đông ủng hộ Ali phấn khích. Ở vòng thứ tám, Ali hạ gục một Foreman đang kiệt sức với một pha phối hợp ở vòng trung tâm; Foreman không đếm được. Chống lại tỷ lệ cược, và giữa sự hỗn loạn trên võ đài, Ali đã giành lại đai bằng loại trực tiếp. Hồi tưởng lại trận đấu, George Foreman sau đó nói: "Tôi nghĩ Ali chỉ là một nạn nhân bị loại nữa cho đến khoảng hiệp thứ bảy, tôi đánh anh ta một cú thật mạnh vào quai hàm và anh ta ôm tôi và thì thầm vào tai tôi: 'Đó là tất cả những gì bạn có, George?' Tôi nhận ra rằng đây không phải là điều tôi nghĩ."
Đó không phải là một chiến thắng đáng thất vọng, sau khi Ali vào sân với tỷ số 4-1 trước Foreman bất bại trước đó. Trận đấu trở nên nổi tiếng nhờ việc Ali đưa ra chiến thuật giật dây. Trận đấu được theo dõi bởi một lượng khán giả truyền hình ước tính kỷ lục là 1 tỷ khán giả trên toàn thế giới. Đó là chương trình truyền hình trực tiếp được xem nhiều nhất trên thế giới vào thời điểm đó.

#### Đối đầu với Wepner, Lyle và Bugner
Các đối thủ tiếp theo của Ali bao gồm Chuck Wepner, Ron Lyle và Joe Bugner. Wepner, một người hành trình được biết đến với cái tên "The Bayonne Bleeder", đã khiến Ali choáng váng với cú hạ gục ở hiệp thứ chín; Ali sau đó nói rằng anh ấy đã vấp phải chân của Wepner. Đó là trận đấu đã truyền cảm hứng cho Sylvester Stallone làm nên bộ phim nổi tiếng Rocky.

#### Trận đấu thứ ba với Joe Frazier
Ali sau đó đồng ý đấu trận thứ ba với Joe Frazier ở Manila. Trận đấu, được gọi là "Thrilla in Manila", được tổ chức vào ngày 1 tháng 10 năm 1975, ở nhiệt độ lên tới 100 °F (38 °C). Trong những hiệp đầu tiên, Ali tỏ ra năng nổ, di chuyển và đổi đòn với Frazier. Tuy nhiên, Ali nhanh chóng tỏ ra mệt mỏi và áp dụng chiến lược "rope-a-dope", thường xuyên sử dụng đến clinches. Trong phần này của trận đấu, Ali đã thực hiện một số đòn phản công hiệu quả, nhưng phần lớn phải hứng chịu sự trừng phạt từ Frazier đang tấn công không ngừng. Ở hiệp thứ 12, Frazier bắt đầu mệt mỏi, và Ali đã tung nhiều đòn sắc bén khiến Frazier bịt mắt trái và hở một vết cắt trên mắt phải của anh ta. Khi tầm nhìn của Frazier giờ đã giảm đi, Ali đã thống trị hiệp 13 và 14, đôi khi thực hiện điều mà nhà sử học quyền anh Mike Silver gọi là "mục tiêu luyện tập" trên đầu Frazier. Trận đấu bị dừng lại khi huấn luyện viên của Frazier, Eddie Futch, từ chối cho phép Frazier bấm chuông ở hiệp thứ 15 và hiệp cuối cùng, bất chấp sự phản đối của Frazier. Đôi mắt của Frazier đều sưng húp. Ali, ở góc của anh ấy, người chiến thắng bằng TKO, ngồi phịch xuống chiếc ghế đẩu của mình, rõ ràng là đã tiêu xài hoang phí.
Sau đó, Ali ốm yếu đã nói rằng trận chiến "là thứ gần như chết chóc nhất mà tôi biết", và sau đó khi được hỏi liệu anh ấy đã xem trận chiến trên băng video hay chưa, anh ấy đã nói: "Tại sao tôi lại muốn quay lại và xem Địa ngục?" Sau trận đấu, anh ấy coi Frazier là "võ sĩ vĩ đại nhất mọi thời đại bên cạnh tôi."
Sau trận chiến thứ ba với Frazier, Ali đã tính đến việc giải nghệ. Anh ấy nói, "Tôi đau khắp người. Cánh tay, mặt, hai bên sườn của tôi đều đau nhức. Tôi vô cùng mệt mỏi. Có khả năng rất lớn là tôi sẽ nghỉ hưu. Bạn có thể đã nhìn thấy lần cuối cùng của tôi. Tôi muốn ngồi lại và đếm tiền của tôi, sống trong ngôi nhà và trang trại của tôi, làm việc cho người của tôi và tập trung vào gia đình tôi."

### Cuối sự nghiệp
Vào ngày 2 tháng 2 năm 1976, Ali đánh bại Jean-Pierre Coopman bằng loại trực tiếp ở hiệp thứ 5. Danh hiệu hạng nặng WBC không phù hợp với cuộc chiến này. Vào ngày 30 tháng 4 năm 1976, Ali đấu với Jimmy Young và giành được một quyết định nhất trí gây tranh cãi. Howard Cosell sẽ nhận xét rằng anh ấy "chưa bao giờ thấy Ali sai thời điểm như vậy" và khi được hỏi về màn trình diễn của anh ấy trước Young trong cuộc phỏng vấn sau trận đấu, Ali nói rằng anh ấy "đang già đi" và anh ấy đang "bảo toàn năng lượng của mình" cho Ken Norton. Vào ngày 24 tháng 5 năm 1976, Ali đánh bại Richard Dunn, giành chiến thắng bằng loại trực tiếp kỹ thuật ở hiệp thứ 5. Cú đấm hạ gục Dunn đã được Đại sư Taekwondo Jhoon Rhee dạy cho Ali. Rhee gọi cú đấm đó là "Accupunch"; ông đã học nó từ Lý Tiểu Long. Trận đấu với Dunn là lần cuối cùng Ali hạ gục một đối thủ trong sự nghiệp quyền anh của mình.
Ali đấu với Ken Norton lần thứ ba vào tháng 9 năm 1976. Trận đấu được tổ chức tại Sân vận động Yankee, dẫn đến việc Ali giành chiến thắng trong một quyết định gây tranh cãi mà các bình luận viên bên võ đài đã cho là có lợi cho Norton. Sau đó, anh tuyên bố từ giã quyền anh để thực hành đức tin của mình, sau khi chuyển sang đạo Hồi dòng Sunni sau khi bất hòa với Quốc gia Hồi giáo vào năm trước.
Sau khi trở lại để đánh bại Alfredo Evangelista vào tháng 5 năm 1977, Ali gặp khó khăn trong trận đấu tiếp theo với Earnie Shavers vào tháng 9 năm đó, bị đấm vài phát vào đầu. Ali đã thắng trận đấu bằng một quyết định nhất trí khác, nhưng trận đấu đã khiến bác sĩ lâu năm của anh ấy là Ferdie Pacheco phải nghỉ việc sau khi anh ấy bị từ chối vì đã nói với Ali rằng anh ấy nên nghỉ hưu. Pacheco được trích dẫn nói rằng, "Ủy ban thể thao bang New York đã đưa cho tôi một báo cáo cho thấy thận của Ali đang bị hỏng. Tôi đã viết thư cho Angelo Dundee, huấn luyện viên của Ali, vợ của anh ấy và chính Ali. Tôi không nhận được phản hồi nào. Đó là lúc tôi quyết định đủ là đủ."
Vào tháng 2 năm 1978, Ali đối mặt với Leon Spinks tại khách sạn Hilton ở Las Vegas. Vào thời điểm đó, Spinks chỉ có bảy trận đấu chuyên nghiệp được ghi nhận, và gần đây đã có trận hòa với vận động viên hành trình Scott LeDoux. Ali đấu chưa đầy hai chục hiệp để chuẩn bị cho trận đấu, và bị mất sức nghiêm trọng khi tiếng chuông khai mạc vang lên. Anh ấy đã mất danh hiệu do quyết định chia đôi. Một trận tái đấu diễn ra vào tháng 9 tại Superdome ở New Orleans, Louisiana. 70.000 người đã tham dự trận đấu và trả tổng số tiền vé vào cửa là 6 triệu đô la, khiến nó trở thành trận đấu trực tiếp lớn nhất trong lịch sử quyền anh vào thời điểm đó. Ali đã giành được một quyết định nhất trí trong một cuộc chiến không mấy hấp dẫn, với trọng tài Lucien Joubert chấm điểm 10-4, trọng tài Ernie Cojoe 10-4 và trọng tài Herman Preis 11-4. Điều này khiến Ali trở thành nhà vô địch hạng nặng đầu tiên ba lần giành đai.
Sau chiến thắng này vào ngày 27 tháng 7 năm 1979, Ali tuyên bố từ giã quyền anh. Tuy nhiên, việc nghỉ hưu của anh chỉ tồn tại trong thời gian ngắn; Ali tuyên bố trở lại để đối mặt với Larry Holmes để tranh đai WBC trong nỗ lực giành chức vô địch hạng nặng lần thứ tư chưa từng có. Cuộc chiến phần lớn được thúc đẩy bởi nhu cầu về tiền của Ali. Nhà văn quyền anh Richie Giachetti nói, "Larry không muốn đấu với Ali. Anh ấy biết Ali không còn gì cả; anh ấy biết đó sẽ là một nỗi kinh hoàng.''
Đó là khoảng thời gian Ali bắt đầu vật lộn với chứng nói lắp và run tay. Ủy ban thể thao Nevada (NAC) đã ra lệnh rằng anh ta phải trải qua một cuộc kiểm tra thể chất toàn diện ở Las Vegas trước khi được phép chiến đấu trở lại. Thay vào đó, Ali đã chọn đăng ký vào Mayo Clinic, người đã tuyên bố rằng anh ta đủ sức khỏe để chiến đấu. Ý kiến của họ đã được NAC chấp nhận vào ngày 31 tháng 7 năm 1980, mở đường cho việc Ali trở lại võ đài.

#### Trận đấu cuối cùng và giải nghệ
Vào ngày 2 tháng 10 năm 1980, Ali trở lại võ đài để đấu với Holmes tại Caesars Palace ở Las Vegas. Holmes, người chiến đấu với biệt danh "Sát thủ Easton", đã dễ dàng áp đảo Ali. Sau hiệp thứ mười, Angelo Dundee bước lên võ đài và yêu cầu trọng tài dừng trận đấu. Đó là lần duy nhất Ali thua ở phút bù giờ.
Ngay sau trận đấu, Ali được cho dùng thuốc giảm đau và thuốc chống trầm cảm, vi phạm quy định của Hội đồng Quyền anh Thế giới cấm sử dụng bất kỳ loại thuốc nào trước khi phân tích nước tiểu sau trận đấu.
Giachetti gọi trận đấu là "khủng khiếp... sự kiện thể thao tồi tệ nhất mà tôi từng phải đưa tin." Nam diễn viên Sylvester Stallone đã đứng xung quanh cuộc chiến và nói rằng nó giống như xem khám nghiệm tử thi một người đàn ông vẫn còn sống. Cuộc chiến Holmes được cho là đã góp phần gây ra hội chứng Parkinson của Ali. Bất chấp những lời cầu xin giải nghệ dứt khoát, Ali đánh trận cuối cùng vào ngày 11 tháng 12 năm 1981, tại Nassau, Bahamas, trước Trevor Berbick, thua trong mười hiệp quyết định.

## Những trận đấu khác
Ali đấu với cả những võ sĩ nổi tiếng và những người nổi tiếng từ các tầng lớp xã hội khác, bao gồm Antonio Inoki, Michael Dokes, Sammy Davis Jr., Richard Pryor, Marvin Gaye, Burt Young,  Lyle Alzado, Dave Semenko, và diễn viên hài người Puerto Rico Jose Miguel Agrelot (với Iris Chacon đóng vai người phụ nữ đứng góc của Agrelot).

### Ali vs Inoki
Ngày 26 tháng 6 năm 1976, Ali tham gia một trận đấu biểu diễn ở Tokyo với võ sĩ kiêm đô vật chuyên nghiệp Nhật Bản Antonio Inoki. Ali chỉ có thể hạ được hai cú đâm trong khi cú đá của Inoki gây ra hai cục máu đông và nhiễm trùng khiến chân của Ali suýt bị cắt bỏ, do đội của Ali nhất quyết áp dụng các quy tắc hạn chế khả năng đấu vật của Inoki. Trận đấu diễn ra không theo kịch bản và cuối cùng được tuyên bố là hòa. Sau cái chết của Ali, The New York Times tuyên bố đây là trận đấu đáng nhớ nhất của anh. Hầu hết các nhà bình luận quyền anh vào thời điểm đó đều xem trận đấu một cách tiêu cực và hy vọng nó sẽ bị lãng quên vì một số người coi đây là "trò hề 15 hiệp". Ngày nay, một số người coi đó là một trong những trận đấu có ảnh hưởng nhất của Ali và CBS Sports cho biết sự chú ý mà trận đấu theo phong cách hỗn hợp nhận được "đã báo trước sự xuất hiện của MMA (võ thuật tổng hợp) tiêu chuẩn nhiều năm sau đó." Ali và Inoki bắt đầu tình bạn sau trận đấu.

### Ali vs Alzado
Năm 1979, Ali đấu một trận giao hữu với cầu thủ Lyle Alzado của NFL. Trận đấu diễn ra 8 hiệp và được tuyên bố là hòa.

### Ali vs Semenko
Ali đấu với cầu thủ NHL, Dave Semenko trong một cuộc triển lãm vào ngày 12 tháng 6 năm 1983. Trận đấu chính thức hòa sau khi trải qua ba hiệp đấu, nhưng Associated Press đưa tin Ali không cố gắng nghiêm túc và chỉ đùa giỡn với Semenko.

## Đời tư

### Hôn nhân và con cái
Ali đã kết hôn bốn lần và có bảy con gái và hai con trai. Ali được giới thiệu với nữ phục vụ cocktail Sonji Roi bởi Herbert Muhammad, người sẽ trở thành quản lý lâu năm của Ali, và yêu cầu cô kết hôn với anh ta sau buổi hẹn hò đầu tiên của họ. Họ kết hôn khoảng một tháng sau đó vào ngày 14 tháng 8 năm 1964. Họ tranh cãi về việc Sonji từ chối gia nhập Quốc gia Hồi giáo. Theo Ali, "Cô ấy sẽ không làm những gì cô ấy phải làm. Cô ấy tô son; cô ấy đi vào quán bar; cô ấy mặc quần áo hở hang và trông không phù hợp." Cuộc hôn nhân không có con và họ ly hôn vào ngày 10 tháng 1 năm 1966. Ngay trước khi hoàn tất thủ tục ly hôn, Ali đã gửi cho Sonji một bức thư: "Em đã đánh đổi thiên đường để lấy địa ngục, em yêu." Ali ly dị cô ấy và Ali không bao giờ vượt qua được.
Ngày 17 tháng 8 năm 1967, Ali kết hôn với Belinda Boyd. Trong một cuộc phỏng vấn với NBC 6, Boyd kể lại việc gặp Ali khi cô 10 tuổi tại nhà thờ Hồi giáo ở quê hương cô. "Anh ấy nói, 'Nghe đây cô bé. Đây là tên của tôi. Tôi sẽ nổi tiếng. Bạn cần giữ nó vì nó đáng giá rất nhiều tiền'", Boyd nói, bắt chước Ali. "Bạn sẽ không bao giờ nổi tiếng với cái tên đó. Và, tôi đã bỏ đi," Boyd nói. Sinh ra trong một gia đình ở Chicago đã cải sang Quốc gia Hồi giáo, sau đó cô đổi tên thành Khalilah Ali, mặc dù bạn bè và gia đình cũ vẫn gọi cô là Belinda. Họ có bốn người con: tác giả kiêm rapper Maryum "May May" (sinh năm 1968); cặp song sinh Jamillah và Rasheda (sinh năm 1970); và Muhammad Ali Jr. (sinh năm 1972). Rasheda kết hôn với Robert Walsh và có hai con trai: Biaggio Ali (sinh năm 1998), là võ sĩ MMA nghiệp dư, và Nico Ali (sinh năm 2000), võ sĩ chuyên nghiệp.
Ali là cư dân của Cherry Hill, New Jersey ở ngoại ô Philadelphia vào đầu những năm 1970. Ở tuổi 32 vào năm 1974, Ali bắt đầu mối quan hệ ngoài hôn nhân với Wanda Bolton, 16 tuổi (người sau đó đổi tên thành Aaisha Ali), người mà anh có một cô con gái khác, Khaliah (sinh năm 1974). Khi vẫn kết hôn với Belinda, Ali kết hôn với Aaisha trong một buổi lễ Hồi giáo không được pháp luật công nhận. Theo Khaliah, Aaisha và mẹ cô sống tại trại huấn luyện Ali's Deer Lake cùng với Belinda và các con của cô. Vào tháng 1 năm 1985, Aaisha kiện Ali vì chưa thanh toán tiền bạc. Vụ việc được giải quyết khi Ali đồng ý thành lập một quỹ ủy thác trị giá 200.000 USD cho Khaliah. Năm 2001, Khaliah được trích dẫn nói rằng cô ấy tin rằng cha cô ấy coi cô ấy là "một sai lầm". Ông có một cô con gái khác, Miya (sinh năm 1972), từ mối quan hệ ngoài hôn nhân với Patricia Harvell.
Đến mùa hè năm 1977, cuộc hôn nhân thứ hai của ông kết thúc do Ali nhiều lần ngoại tình, và ông kết hôn với nữ diễn viên kiêm người mẫu Veronica Porché. Vào thời điểm kết hôn, họ có một cô con gái Hana và Veronica đang mang thai đứa con thứ hai. Con gái thứ hai của họ, Laila Ali, sinh vào tháng 12 năm 1977. Đến năm 1986, Ali và Porché ly hôn do Ali liên tục ngoại tình. Porché nói về sự không chung thủy của Ali, "Anh ấy có quá nhiều cám dỗ, với những người phụ nữ ném mình vào anh ấy, Điều đó chẳng có ý nghĩa gì cả. Anh ấy không ngoại tình - anh ấy có tình một đêm. Tôi biết chắc chắn điều đó không liên quan đến tình cảm. Điều đó quá rõ ràng, thật dễ dàng để tha thứ cho anh ấy."
Ngày 19 tháng 11 năm 1986, Ali kết hôn với Yolanda "Lonnie" Williams. Lonnie gặp Ali lần đầu năm 6 tuổi khi gia đình cô chuyển đến Louisville năm 1963. Năm 1982, cô trở thành người chăm sóc chính cho Ali và đổi lại, anh trả tiền để cô theo học cao học tại UCLA. Họ cùng nhau nhận nuôi một cậu con trai, Asaad Amin (sinh năm 1986), khi Asaad được 5 tháng tuổi. Năm 1992, Lonnie thành lập Greatest of All Time, Inc. (G.O.A.T. Inc) để củng cố và cấp phép tài sản trí tuệ của mình cho mục đích thương mại. Cô từng là phó chủ tịch và thủ quỹ cho đến khi bán công ty vào năm 2006.
Kiiursti Mensah-Ali tuyên bố cô ấy là con gái ruột của Ali với Barbara Mensah, người mà anh ấy được cho là đã có mối quan hệ 20 năm, trích dẫn các bức ảnh và xét nghiệm quan hệ cha con được thực hiện vào năm 1988. Cô ấy nói rằng anh ấy nhận trách nhiệm và chăm sóc cô, nhưng mọi liên lạc với anh đều bị cắt đứt sau khi anh kết hôn với người vợ thứ tư Lonnie. Kiiursti nói rằng cô ấy có quan hệ với những đứa con khác của anh ấy. Sau khi Ali qua đời, cô lại đưa ra những lời kêu gọi đầy nhiệt huyết để được phép để tang trong đám tang của ông.
Năm 2010, Osmon Williams tự xưng là con trai ruột của Ali. Mẹ của anh, Temica Williams (còn được gọi là Rebecca Holloway) đã khởi kiện Ali trị giá 3 triệu đô la vào năm 1981 vì tội tấn công tình dục, cho rằng bà đã bắt đầu quan hệ tình dục với anh ta khi mới 12 tuổi và con trai bà Osmon (sinh năm 1977) là cha của của Ali. Cô ấy còn cáo buộc rằng Ali ban đầu đã hỗ trợ tài chính cho cô ấy và con trai, nhưng đã ngừng làm như vậy sau 4 năm. Vụ việc kéo dài cho đến năm 1986 và cuối cùng bị bác bỏ vì các cáo buộc của cô ấy bị coi là bị cấm theo thời hiệu. Theo Veronica, Ali thừa nhận quan hệ tình cảm với Williams, nhưng không tin Osmon là con trai của mình, điều mà Veronica ủng hộ bằng cách nói rằng "Mọi người trong trại đều đi với cô gái đó." Người viết tiểu sử Ali và Thomas Hauser có cho biết tuyên bố này là "có vấn đề về tính xác thực".
Ali sau đó sống ở Scottsdale, Arizona với Lonnie. Vào tháng 1 năm 2007, có thông tin cho rằng họ đã rao bán ngôi nhà ở Berrien Springs, Michigan mà họ đã mua vào năm 1975, và đã mua một ngôi nhà ở phía đông Hạt Jefferson, Kentucky với giá 1.875.000 USD. Cả hai ngôi nhà sau đó đã được bán sau cái chết của Ali và Lonnie sống trong ngôi nhà còn lại của họ ở Paradise Valley, Arizona. Lonnie chuyển sang đạo Hồi từ Công giáo vào cuối những năm 20 tuổi.
Trong một cuộc phỏng vấn năm 1974, Ali nói, "Nếu họ nói đứng chào cờ thì tôi làm điều đó vì sự tôn trọng, bởi vì tôi đang ở trong nước". Ali sau này nói, "Nếu nước Mỹ gặp khó khăn và chiến tranh thực sự xảy ra, tôi sẽ ở tiền tuyến nếu chúng tôi bị tấn công. Nhưng tôi có thể thấy rằng (Chiến tranh Việt Nam) là không đúng." cũng nói, "Những người đàn ông da đen sẽ đến đó và chiến đấu, nhưng khi họ về nhà, họ thậm chí không được phục vụ một chiếc bánh mì kẹp thịt."
Laila, con gái của Ali, là một võ sĩ quyền anh chuyên nghiệp từ năm 1999 đến năm 2007, bất chấp sự phản đối trước đây của cha cô đối với quyền anh nữ. Năm 1978, ông nói "Phụ nữ không được đánh vào ngực, và khuôn mặt như vậy". Ali vẫn tham dự một số trận đánh nhau của con gái mình và sau đó thừa nhận với Laila rằng anh đã sai. Con gái của Ali, Hana, đã kết hôn với võ sĩ hạng trung Bellator Kevin Casey. Hana viết về cha mình: "Tình yêu của ông ấy dành cho mọi người thật phi thường. Tôi đi học về sẽ thấy những gia đình vô gia cư đang ngủ trong phòng khách của chúng tôi. Ông ấy nhìn thấy họ trên đường, chất họ lên chiếc Rolls-Royce của mình và đưa họ về nhà . Anh ấy sẽ mua quần áo cho họ, đưa họ đến khách sạn và trả trước các hóa đơn hàng tháng trời." Cô cũng cho biết những người nổi tiếng như Michael Jackson và Clint Eastwood thường đến thăm Ali. Sau khi Ali gặp một cặp đồng tính nữ là người hâm mộ anh ấy vào năm 1997, anh ấy đã cười và nói với người bạn Hauser của mình rằng: "Trông họ có vẻ hạnh phúc bên nhau." Hauser đã viết về câu chuyện, "Ý nghĩ rằng Liz và Roz (cặp đôi đồng tính nữ mà anh ấy gặp) hạnh phúc khiến Muhammad hài lòng. Ali muốn mọi người hạnh phúc."

## Tôn giáo và tín ngưỡng

#### Liên kết với Quốc gia Hồi giáo
Ali nói rằng lần đầu tiên ông nghe nói đến Quốc gia Hồi giáo khi đang thi đấu trong giải đấu Găng tay vàng ở Chicago năm 1959, và tham dự cuộc họp Quốc gia Hồi giáo đầu tiên của mình vào năm 1961. Ông tiếp tục tham dự các cuộc họp, mặc dù giấu kín sự tham gia của mình với công chúng. . Năm 1962, Clay gặp Malcolm X, người sớm trở thành cố vấn chính trị và tinh thần của ông. Vào thời điểm diễn ra trận chiến Liston đầu tiên, các thành viên của Quốc gia Hồi giáo, bao gồm cả Malcolm X, đã xuất hiện trong đoàn tùy tùng của anh ta. Điều này dẫn đến một câu chuyện trên The Miami Herald ngay trước trận đấu tiết lộ rằng Clay đã gia nhập Quốc gia Hồi giáo, điều này suýt khiến trận đấu bị hủy bỏ. Bài báo dẫn lời Cassius Clay Sr. nói rằng con trai ông đã gia nhập người Hồi giáo Da đen khi ông 18 tuổi.
Trên thực tế, Clay ban đầu bị từ chối gia nhập Quốc gia Hồi giáo (thường được gọi là Người Hồi giáo da đen vào thời điểm đó) do sự nghiệp quyền anh của anh ấy. Tuy nhiên, sau khi anh ấy giành chức vô địch từ Liston vào năm 1964, Quốc gia Hồi giáo đã dễ tiếp thu hơn và đồng ý công khai tư cách thành viên của anh ấy. Ngay sau đó vào ngày 6 tháng 3, Elijah Muhammad đã phát biểu trên đài phát thanh rằng Clay sẽ được đổi tên thành Muhammad (người đáng được ca ngợi) Ali (cao nhất). Vào khoảng thời gian đó, Ali chuyển đến phía nam Chicago và sống trong một loạt ngôi nhà, luôn gần Nhà thờ Hồi giáo Maryam của Quốc gia Hồi giáo hoặc nơi ở của Elijah Muhammad. Ông ở lại Chicago khoảng 12 năm.
Chỉ có một số nhà báo, đáng chú ý nhất là Howard Cosell, chấp nhận cái tên mới vào thời điểm đó. Ali nói rằng tên trước đó của anh ấy là "tên nô lệ" và "tên của người da trắng" và nói thêm rằng "Tôi không chọn nó và tôi không muốn nó. Tôi là Muhammad Ali, một cái tên tự do". Người mà anh ta được đặt theo tên trước đây là một chủ nô da trắng đã trở thành người theo chủ nghĩa bãi nô. Ali giải thích trong cuốn tự truyện của mình sau khi nghiên cứu các tác phẩm của mình, "anh ấy có thể đã thoát khỏi nô lệ của mình, nhưng (anh ấy) vẫn giữ quyền tối cao của người da trắng." Trên thực tế, sự gắn bó của Cassius Clay với chế độ nô lệ đã đi xa hơn những gì Ali biết. Bất chấp sự cuồng nhiệt của chủ nghĩa bãi nô, Clay sở hữu nhiều nô lệ hơn vào năm 1865, khi Tu chính án thứ 13 của Hiến pháp cuối cùng đã cấm thực hành nó, so với số mà ông được thừa kế từ người cha sở hữu nô lệ giàu có Green Clay 37 năm trước đó. Với cái tên Clay xuất phát từ một gia đình nô lệ, Ali kết luận: "Tại sao tôi phải để tên chủ nô da trắng của mình hiển thị và tổ tiên da đen của tôi là vô hình, vô danh, không được vinh danh?"
Không ngại chống lại giới da trắng, Ali tuyên bố, "Tôi là người Mỹ. Tôi là phần mà bạn sẽ không nhận ra. Nhưng hãy quen với tôi. Da đen, tự tin, tự phụ; tên tôi, không phải của bạn; tôn giáo của tôi, không phải của bạn; mục tiêu của tôi, của riêng tôi; hãy làm quen với tôi." Tình bạn của Ali với Malcolm X kết thúc khi Malcolm chia tay với Quốc gia Hồi giáo vài tuần sau khi Ali gia nhập, và Ali vẫn ở lại với Quốc gia Hồi giáo. Ali sau đó nói rằng việc quay lưng lại với Malcolm là một trong những sai lầm mà anh ấy hối hận nhất trong đời.
Liên kết bản thân với Quốc gia Hồi giáo, lãnh đạo của nó là Elijah Muhammad và một câu chuyện kể rằng chủng tộc da trắng là thủ phạm diệt chủng người Mỹ gốc Phi đã khiến Ali trở thành mục tiêu bị công chúng lên án. Quốc gia Hồi giáo được nhiều người da trắng và một số người Mỹ gốc Phi coi là một phần tử ly khai da đen "ghét tôn giáo" có xu hướng bạo lực; Ali không mấy e ngại khi sử dụng tiếng nói có ảnh hưởng của mình để phát biểu học thuyết Quốc gia Hồi giáo. Trong một cuộc họp báo nêu rõ sự phản đối của mình đối với Chiến tranh Việt Nam, Ali tuyên bố: "Kẻ thù của tôi là người da trắng, không phải Việt Cộng, Trung Quốc hay Nhật Bản." Liên quan đến hội nhập, ông nói: "Chúng tôi là những người tuân theo lời dạy của Elijah Muhammad không muốn bị buộc phải hòa nhập. Hòa nhập là sai. Chúng tôi không muốn sống với người da trắng; thế thôi." tại một cuộc biểu tình của Klan năm 1975 rằng "người da đen nên kết hôn với phụ nữ của chính họ... chim xanh là chim xanh, chim đỏ là chim đỏ, chim bồ câu với chim bồ câu, đại bàng với đại bàng, Chúa đã không phạm sai lầm".
Nhà văn Jerry Izenberg từng lưu ý rằng, "Quốc gia trở thành gia đình của Ali và Elijah Muhammad trở thành cha của anh ấy. Nhưng có một điều trớ trêu là trong khi Quốc gia coi người da trắng là ác quỷ, Ali lại có nhiều đồng nghiệp da trắng hơn hầu hết người Mỹ gốc Phi tại lần đó ở Mỹ, và tiếp tục có chúng trong suốt sự nghiệp của anh ấy."

#### Chuyển đổi sang Hồi giáo Sunni/Sufi
Trong cuốn tiểu sử của Hauser Muhammad Ali: His Life and Times, Ali nói rằng mặc dù anh ấy không phải là người theo đạo Thiên chúa vì anh ấy nghĩ rằng ý tưởng về Chúa có con trai nghe có vẻ sai lầm và không có ý nghĩa với anh ấy, như anh ấy tin, "Chúa không bao giờ quên ; con người sinh ra". Ông vẫn tin rằng ngay cả những người theo đạo Thiên chúa hay người Do Thái tốt đều có thể nhận được sự phù hộ của Chúa và vào thiên đường như ông đã nói: "Chúa tạo ra tất cả mọi người, bất kể họ theo tôn giáo nào". Anh ấy cũng tuyên bố, "Nếu bạn chống lại ai đó vì anh ta là người Hồi giáo thì đó là sai. Nếu bạn chống lại ai đó vì anh ta theo đạo Cơ đốc hoặc người Do Thái, thì đó là sai".
Trong một cuốn tự truyện năm 2004, Ali cho rằng việc ông chuyển sang Hồi giáo Sunni chính thống là nhờ Warith Deen Muhammad, người đảm nhận vai trò lãnh đạo Quốc gia Hồi giáo sau cái chết của cha mình là Elijah Muhammad, và thuyết phục các tín đồ của Quốc gia trở thành tín đồ của Hồi giáo Sunni. Anh ấy nói rằng một số người không thích sự thay đổi và gắn bó với những lời dạy của Elijah, nhưng anh ấy ngưỡng mộ nó và vì vậy đã rời bỏ những lời dạy của Elijah và trở thành tín đồ của Hồi giáo Sunni.
Ali đã tham gia cuộc hành hương Hajj đến Mecca vào năm 1972, điều này đã truyền cảm hứng cho anh ấy theo cách tương tự như Malcolm X, gặp gỡ những người có màu da khác nhau từ khắp nơi trên thế giới mang lại cho anh ấy một cách nhìn khác và nhận thức tâm linh lớn hơn. Năm 1977, ông nói rằng, sau khi nghỉ hưu, ông sẽ cống hiến phần đời còn lại của mình để "sẵn sàng gặp Chúa" bằng cách giúp đỡ mọi người, các hoạt động từ thiện, đoàn kết mọi người và giúp tạo dựng hòa bình. Ông tiếp tục một cuộc hành hương Hajj khác đến Mecca vào năm 1988.
Sau vụ tấn công ngày 11 tháng 9 năm 2001, anh tuyên bố rằng "Hồi giáo là tôn giáo của hòa bình" và "không cổ xúy chủ nghĩa khủng bố hay giết người", và rằng anh ấy "tức giận khi thế giới chứng kiến một nhóm người theo đạo Hồi nào đó đã gây ra sự hủy diệt này , nhưng họ không phải là người Hồi giáo thực sự. Họ là những kẻ cuồng tín phân biệt chủng tộc tự gọi mình là người Hồi giáo." Vào tháng 12 năm 2015, anh ấy tuyên bố rằng "Những người Hồi giáo chân chính biết rằng bạo lực tàn nhẫn của những người được gọi là chiến binh thánh chiến Hồi giáo đi ngược lại chính các nguyên lý của tôn giáo chúng tôi", rằng "Chúng tôi với tư cách là những người Hồi giáo phải đứng lên chống lại những kẻ sử dụng Hồi giáo để thăng tiến cá nhân của họ". chương trình nghị sự", và rằng "các nhà lãnh đạo chính trị nên sử dụng vị trí của mình để mang lại sự hiểu biết về tôn giáo Hồi giáo, và làm rõ rằng những kẻ giết người lầm lạc này đã xuyên tạc quan điểm của mọi người về đạo Hồi thực sự là gì."
Anh ấy cũng bắt đầu quan tâm đến thuyết Sufism, mà anh đã đề cập đến trong cuốn tự truyện của mình, Linh hồn của một con bướm ( The Soul Of The Butterfly. Theo con gái của Ali, Hana Yasmeen Ali, người đồng tác giả Linh hồn của một con bướm với anh ta, Ali đã bị thuyết Sufism thu hút sau khi đọc những cuốn sách của Inayat Khan, trong đó có những lời dạy của Sufi.
Muhammad Ali đã nhận được sự hướng dẫn từ các học giả Hồi giáo như Grand Mufti của Syria Al Marhum Al Sheikh Ahmed Kuftaro, Hisham Kabbani, Imam Zaid Shakir, Hamza Yusuf và Timothy J. Gianotti, người đã ở bên giường bệnh của Ali trong những ngày cuối cùng của ông và đảm bảo rằng mặc dù ông tang lễ là liên tôn giáo, nó vẫn phù hợp với các nghi thức và nghi lễ Hồi giáo.

#### Kế hoạch tái hợp Beatles
Năm 1976, nhà phát minh Alan Amron và doanh nhân Joel Sacher hợp tác với Ali để thúc đẩy Ủy ban Quốc tế Đoàn tụ The Beatles. Họ yêu cầu người hâm mộ trên toàn thế giới đóng góp mỗi người một đô la. Ali cho biết ý tưởng này không phải là sử dụng số tiền thu được để kiếm lời mà là thành lập một cơ quan quốc tế để giúp đỡ trẻ em nghèo. "Đây là tiền để giúp đỡ mọi người trên khắp thế giới", ông nói. Anh ấy nói thêm, "Tôi yêu âm nhạc. Tôi đã từng luyện tập theo âm nhạc của họ." Anh ấy nói rằng sự tái hợp của The Beatles "sẽ khiến nhiều người hạnh phúc." Các cựu thành viên The Beatles tỏ ra thờ ơ với kế hoạch này, điều này chỉ nhận được phản ứng hờ hững từ công chúng. Không có cuộc hội ngộ nào xảy ra.

## Sự nghiệp giải trí

### Diễn xuất
Ali có một vai khách mời trong phiên bản điện ảnh năm 1962 của Requiem for a Heavyweight, và trong thời gian rời bỏ quyền anh, anh đóng vai chính trong vở nhạc kịch ngắn ngủi năm 1969 của Broadway, Buck White. Anh cũng xuất hiện trong bộ phim tài liệu Black Rodeo (1972) cưỡi cả ngựa và bò.
Cuốn tự truyện The Greatest: My Own Story của ông, viết chung với Richard Durham, được xuất bản năm 1975. Năm 1977, cuốn sách được chuyển thể thành phim có tên The Greatest, trong đó Ali đóng vai chính mình và Ernest Borgnine đóng vai Angelo Dundee.
Bộ phim Con đường Tự do, được sản xuất vào năm 1978, có sự góp mặt của Ali trong một vai diễn hiếm hoi là Gideon Jackson, một cựu nô lệ và là quân nhân của Liên minh (Nội chiến Hoa Kỳ) vào những năm 1870 ở Virginia, người được bầu vào Thượng viện Hoa Kỳ và chiến đấu bên cạnh những cựu nô lệ và những người làm thuê da trắng để giữ mảnh đất mà họ đã chăm sóc cả đời.

### Thơ nói và nhạc rap
Ali thường sử dụng các sơ đồ gieo vần và thơ nói, cả khi anh ấy nói chuyện rác rưởi trong quyền anh và làm thơ chính trị cho hoạt động tích cực của anh ấy bên ngoài quyền anh. Ông đóng vai trò định hình truyền thống thơ ca của người da đen, mở đường cho The Last Poets năm 1968, Gil Scott-Heron năm 1970, và sự nổi lên của nhạc rap vào những năm 1970. Theo The Guardian, "Một số người cho rằng" Ali là "rapper đầu tiên".
Năm 1963, Ali phát hành một album nhạc lời nói trên Columbia Records có tựa đề Tôi là người vĩ đại nhất, và vào năm 1964, ông đã thu âm một bản cover của bài hát nhịp điệu và blues "Stand by Me". I Am the Greatest đã bán được 500.000 bản và được xác định là một ví dụ ban đầu của nhạc rap và tiền thân của hip hop. Nó đạt vị trí thứ 61 trên bảng xếp hạng album và được đề cử cho Giải Grammy cho Album hài hay nhất tại Lễ trao giải Grammy thường niên lần thứ 6 năm 1964. Sau đó, ông nhận được đề cử Grammy thứ hai, cho "Bản thu âm hay nhất dành cho trẻ em", với bản thu âm mới bằng lời nói năm 1976, The Adventures of Ali and His Gang vs. Mr. Tooth Decay.
Ali là một nhân vật có ảnh hưởng trong thế giới nhạc hip hop. Với tư cách là một "kẻ lừa bịp có vần điệu", anh ấy được chú ý vì "giao hàng vui nhộn", "khoe khoang", "nói chuyện hài hước" và "những trích dẫn bất tận". , dòng chảy và khoe khoang" sẽ "một ngày nào đó trở thành điển hình của các MC trường học cũ" như Run–D.M.C. và LL Cool J, và "cái tôi quá lớn của anh ấy đã báo trước sự phù phiếm quá mức của Kanye West, trong khi ý thức lấy người Phi làm trung tâm và sự trung thực của anh ấy hướng tới những người hát rong hiện đại như Rakim, Nas, Jay-Z và Kendrick Lamar." "Tôi' tôi đã vật lộn với cá sấu, tôi đã vật lộn với một con cá voi. Tôi đã từng còng tay và ném sấm sét vào tù. Bạn biết tôi rất tệ. Mới tuần trước, tôi đã giết một tảng đá, Làm bị thương một viên đá, Nhập viện vì một viên gạch. Tôi là xấu tính quá, tôi làm thuốc phát ốm" "Lơ lửng như bướm, chích như ong. Tay anh ấy không thể đánh vào những gì mắt anh ấy không thể nhìn thấy. Bây giờ bạn nhìn thấy tôi, bây giờ bạn không thấy. George nghĩ rằng anh ấy sẽ, nhưng tôi biết anh ấy sẽ không." Ali nói như chưa từng có người đàn ông nào trên thế giới từng thấy trước đây. Rất tự tin vào những gì anh ấy nói; lưu loát, trôi chảy, sáng tạo và đáng sợ. Anh ấy là một võ sĩ quyền anh và một nhà hoạt động, nhưng anh ấy cũng có vai trò ảnh hưởng đến thứ hiện đang thống trị văn hóa đại chúng, hip-hop. Năm 2006, bộ phim tài liệu Ali Rap được sản xuất bởi ESPN. Chuck D, rapper của ban nhạc Public Enemy là người dẫn chương trình. Các rapper khác cũng thuật lại bộ phim tài liệu, bao gồm Doug E Fresh, Ludacris và Rakim, những người đã thay mặt Ali phát biểu trong phim.
Anh ấy đã được coi là nguồn cảm hứng của các rapper như LL Cool J, Public Enemy's Chuck D, Jay-Z, Eminem, Sean Combs, Slick Rick, Nas và MC Lyte. Ali đã được nhắc đến trong một số bài hát hip hop, bao gồm "Fight Night" của Migo, "Jesus Piece" của The Game, "The Message" của Nas, "Rapper's Delight" của The Sugarhill Gang, "Ready or Not" của The Fugees. "You're a Customer" của EPMD và "Gettin' Jiggy wit It" của Will Smith.

### Xuất hiện trên truyền hình
Các trận đấu của Muhammad Ali là một số chương trình truyền hình được xem nhiều nhất trên thế giới, lập kỷ lục về lượng người xem trên truyền hình. Những trận đấu được xem nhiều nhất của anh ấy đã thu hút khoảng 1–2 tỷ người xem trên toàn thế giới từ năm 1974 đến 1980, và là chương trình truyền hình trực tiếp được xem nhiều nhất trên thế giới vào thời điểm đó.. Bảng sau liệt kê số lượng người xem đã biết về các lần xuất hiện trên truyền hình không đánh nhau của anh ấy. Đối với số liệu về lượng người xem truyền hình về các trận đấu của anh ấy, xem Sự nghiệp quyền anh của Muhammad Ali: Lượng người xem truyền hình. 
| Ngày                      | Phát tin                                                 | Quốc gia       | Lượt xem   | Nguồn   |
| ------------------------- | -------------------------------------------------------- | -------------- | ---------- | ------- |
| Ngày 17 tháng 10 năm 1971 | Parkinson (loạt 1, tập 14)                               | Vương quốc Anh | 12 triệu   | Không   |
| Ngày 25 tháng 1 năm 1974  | Parkinson (loạt 3, tập 18)                               | Vương quốc Anh | 12 triệu   | Không   |
| Ngày 7 tháng 12 năm 1974  | Parkinson                                                | Vương quốc Anh | 12 triệu   | Không   |
| Ngày 28 tháng 3 năm 1977  | Giải Oscar lần thứ 49                                    | Hoa Kỳ         | 39,7 triệu | [ 207 ] |
| Ngày 25 tháng 12 năm 1978 | Đây Là Cuộc Sống Của Bạn ("Muhammad Ali")                | Hoa Kỳ         | 60 triệu   | [ 208 ] |
| Ngày 24 tháng 10 năm 1979 | Diff'rent Strokes ("Anh hùng của Arnold")                | Hoa Kỳ         | 41 triệu   | [ 209 ] |
| Ngày 17 tháng 1 năm 1981  | Parkinson (loạt 10, tập 32)                              | Vương quốc Anh | 12 triệu   | Không   |
| Ngày 19 tháng 7 năm 1996  | Lễ khai mạc Thế vận hội Mùa hè Atlanta 1996              | Thế Giới       | 3,5 tỷ     | [ 210 ] |
| Ngày 19 tháng 7 năm 1996  | Lễ khai mạc Thế vận hội Mùa hè Atlanta 1996              | Hoa Kỳ         | 209 triệu  | [ 211 ] |
| Ngày 21 tháng 9 năm 2001  | Nước Mỹ: Cống hiến cho những anh hùng                    | Hoa Kỳ         | 60 triệu   | [ 212 ] |
| Ngày 4 tháng 1 năm 2007   | Những nghệ sĩ giải trí vĩ đại nhất của Michael Parkinson | Vương quốc Anh | 3,6 triệu  | [ 213 ] |
| Ngày 9 tháng 6 năm 2016   | Lễ tưởng niệm Muhammad Ali                               | Thế Giới       | 1 tỷ       | [ 214 ] |

## Cuộc sống sau này
Vào cuối sự nghiệp quyền anh của mình, Ali đã chịu đựng khoảng 200.000 cú đánh.
Năm 1984, Ali được chẩn đoán mắc hội chứng Parkinson, đôi khi do chấn thương đầu do các hoạt động thể chất bạo lực như đấm bốc. Ali vẫn hoạt động tích cực trong thời gian này, sau đó tham gia với tư cách trọng tài khách mời tại WrestleMania I.

### Hoạt động từ thiện, nhân đạo và chính trị
Ali nổi tiếng là một nhà nhân đạo và nhà từ thiện Anh ấy tập trung vào việc thực hành nghĩa vụ từ thiện và làm việc thiện theo đạo Hồi của mình, quyên góp hàng triệu USD cho các tổ chức từ thiện và những người có hoàn cảnh khó khăn thuộc mọi thành phần tôn giáo. Người ta ước tính rằng Ali đã giúp nuôi sống hơn 22 triệu người đói khổ trên toàn thế giới. Khi mới vào nghề, một trong những trọng tâm chính của ông là giáo dục thanh thiếu niên. Ông đã phát biểu tại một số trường cao đẳng và đại học lâu đời của người da đen về tầm quan trọng của giáo dục, đồng thời trở thành nhà tài trợ da đen lớn nhất cho Quỹ United Negro College vào năm 1967 bằng cách quyên góp 10.000 đô la (78.000 đô la Mỹ vào năm 2020). Vào cuối năm 1966, ông cũng cam kết quyên góp tổng cộng 100.000 đô la cho UNCF (đặc biệt hứa sẽ quyên góp phần lớn số tiền thu được từ việc bảo vệ danh hiệu của mình trước Cleveland Williams), và trả 4.500 đô la cho mỗi lần lắp đặt mạch kín tại sáu HBCU để họ có thể xem các trận đấu của ông.
Ali bắt đầu đến thăm châu Phi, bắt đầu từ năm 1964 khi ông đến thăm Nigeria và Ghana. Năm 1974, ông đến thăm một trại tị nạn của người Palestine ở Nam Liban, nơi Ali tuyên bố "ủng hộ cuộc đấu tranh của người Palestine để giải phóng quê hương của họ". quyền công dân danh dự ở đó. Cùng năm đó, anh tham gia The Longest Walk, một cuộc tuần hành phản đối ở Hoa Kỳ ủng hộ quyền của người Mỹ bản địa, cùng với ca sĩ Stevie Wonder và diễn viên Marlon Brando.
Đầu năm 1980, Ali được Tổng thống Jimmy Carter tuyển dụng cho một phái đoàn ngoại giao tới Châu Phi, trong nỗ lực thuyết phục một số chính phủ Châu Phi tham gia tẩy chay Thế vận hội Moscow do Hoa Kỳ lãnh đạo để phản đối Cuộc xâm lược Afghanistan của Liên Xô. Khi đến Tanzania, Ali nói với các máy quay "Nga đang xâm lược một quốc gia Hồi giáo, quốc gia châu Á", và ý định có thể tiến tới Ba Tư giàu dầu mỏ để chiếm nhà ở và hải cảng "có thể dẫn đến chiến tranh hạt nhân. Mục đích của tôi đến đây là để cố gắng ngăn chặn điều đó." Tuy nhiên, theo Thomas Hauser, người viết tiểu sử của Ali, "tốt nhất thì đó là một điều không tưởng; tệ nhất là một thảm họa ngoại giao." Chính phủ Tanzania đã bị xúc phạm rằng Carter đã gửi một vận động viên để thảo luận về một vấn đề chính trị nghiêm trọng. Một quan chức đã hỏi liệu Hoa Kỳ có "cử Chris Evert để đàm phán với London hay không." Do đó, Ali chỉ được tiếp đón bởi bộ trưởng văn hóa và thanh niên, chứ không phải Tổng thống Julius Nyerere. Ali không thể giải thích lý do tại sao các quốc gia châu Phi nên tham gia tẩy chay Hoa Kỳ khi họ không ủng hộ việc châu Phi tẩy chay Thế vận hội 1976 (để phản đối chế độ phân biệt chủng tộc Apartheid ở Nam Phi), mặc dù Liên Xô cũng vậy và không biết về tình cảm này. rằng Liên Xô đã ủng hộ một số cuộc cách mạng phổ biến trên lục địa, mặc dù không có quốc gia nào trong hành trình là đồng minh của Liên Xô. Chính phủ Nigeria cũng từ chối anh ta và xác nhận rằng họ sẽ tham gia Thế vận hội Moscow. Tuy nhiên, Ali đã thuyết phục được chính phủ Kenya tẩy chay Thế vận hội Liên Xô.
Vào ngày 19 tháng 1 năm 1981, tại Los Angeles, Ali đã nói chuyện với một người đàn ông tự sát bằng cách nhảy từ gờ tầng chín, một sự kiện đã trở thành tin tức quốc gia.
Năm 1984, Ali tuyên bố ủng hộ việc Tổng thống Hoa Kỳ Ronald Reagan tái đắc cử. Khi được yêu cầu giải thích chi tiết về sự tán thành của ông đối với Reagan, Ali nói với các phóng viên, "Ông ấy đang giữ Chúa trong trường học và thế là đủ." Năm 1985, ông đến thăm Israel để yêu cầu trả tự do cho các tù nhân Hồi giáo tại trại giam Atlit, nhưng Israel đã từ chối.
Khoảng năm 1987, Quỹ Bicentennial California cho Hiến pháp Hoa Kỳ đã chọn Ali để nhân cách hóa sức sống của Hiến pháp Hoa Kỳ và Tuyên ngôn Nhân quyền. Ali cưỡi trên một chiếc xe diễu hành tại Giải đấu Hoa hồng năm sau, khởi động lễ kỷ niệm sinh nhật lần thứ 200 của Hiến pháp Hoa Kỳ. Năm 1988, trong Phong trào Intifada đầu tiên, Ali tham gia một cuộc biểu tình ở Chicago ủng hộ Palestine. Cùng năm đó, anh đến thăm Sudan để nâng cao nhận thức về hoàn cảnh của các nạn nhân nạn đói. Theo Politico, Ali ủng hộ Orrin Hatch về mặt chính trị. Năm 1989, anh tham gia một sự kiện từ thiện của Ấn Độ với Hiệp hội Giáo dục Hồi giáo ở Kozhikode, Kerala, cùng với diễn viên Bollywood Dilip Kumar.
Năm 1990, Ali đến Iraq trước Chiến tranh vùng Vịnh và gặp Saddam Hussein trong nỗ lực thương lượng về việc thả các con tin người Mỹ. Ali đảm bảo việc thả các con tin, đổi lại việc hứa với Hussein rằng anh ta sẽ mang lại cho Mỹ "một bản tường trình trung thực" về Iraq. Mặc dù dàn xếp việc thả con tin, ông đã nhận được những lời chỉ trích từ Tổng thống George H. W. Bush và Joseph C. Wilson, nhà ngoại giao cấp cao nhất của Mỹ ở Baghdad.
Ali hợp tác với Thomas Hauser trong cuốn tiểu sử, Muhammad Ali: His Life and Times. Lịch sử truyền miệng được phát hành vào năm 1991.
Năm 1994, Ali vận động chính phủ Hoa Kỳ hỗ trợ những người tị nạn bị ảnh hưởng bởi nạn diệt chủng Rwanda và quyên góp cho các tổ chức giúp đỡ người tị nạn Rwanda.
Năm 1996, anh thắp ngọn lửa tại Thế vận hội Mùa hè 1996 ở Atlanta, Georgia. Nó đã được theo dõi bởi khoảng 3,5 tỷ khán giả trên toàn thế giới.
Ngày 17 tháng 11 năm 2002, Ali đến Afghanistan với tư cách là "Sứ giả hòa bình của Liên hợp quốc" . Anh đã ở Kabul trong một sứ mệnh thiện chí kéo dài ba ngày với tư cách là khách mời đặc biệt của Liên Hợp Quốc.
Vào ngày 1 tháng 9 năm 2009, Ali đến thăm Ennis, County Clare, Ireland, quê hương của ông cố của anh, Abe Grady, người đã di cư sang Hoa Kỳ vào những năm 1860, cuối cùng định cư ở Kentucky.
Vào ngày 27 tháng 7 năm 2012, Ali là người cầm cờ Olympic trong lễ khai mạc Thế vận hội Mùa hè 2012 ở London. Anh được vợ Lonnie đỡ đứng dậy trước lá cờ do căn bệnh Parkinson khiến anh không thể mang nó vào sân vận động. Cùng năm đó, ông được trao tặng Huân chương Tự do Philadelphia để ghi nhận những nỗ lực suốt đời của ông trong hoạt động tích cực, từ thiện và nhân đạo.

### Thu nhập
Đến năm 1978, tổng thu nhập từ hầu bao chiến đấu của Ali được ước tính là gần 60 triệu đô la (364 triệu đô la đã điều chỉnh theo lạm phát), bao gồm tổng thu nhập ước tính là 47,45 triệu đô la từ năm 1970 đến năm 1978. Đến năm 1980, tổng thu nhập từ hầu bao chiến đấu của anh ấy được ước tính lên tới 70 triệu đô la  (337 triệu đô la đã điều chỉnh theo lạm phát).
Năm 1978, Ali tiết lộ rằng anh ấy đã "tan nát" và một số hãng tin đưa tin giá trị tài sản ròng của anh ấy ước tính khoảng 3,5 triệu đô la  (16 triệu đô la đã điều chỉnh theo lạm phát). Báo chí cho rằng sự suy giảm tài sản của ông là do một số yếu tố, bao gồm thuế tiêu tốn ít nhất một nửa thu nhập của ông, quản lý chiếm một phần ba thu nhập của ông, lối sống của ông, và chi tiêu cho gia đình, từ thiện và tôn giáo.
Năm 2006, Ali bán tên và hình ảnh của mình với giá 50 triệu đô la, sau đó Forbes ước tính giá trị tài sản ròng của anh là 55 triệu đô la vào năm 2006. Sau khi ông qua đời vào năm 2016, tài sản của ông ước tính vào khoảng từ 50 triệu đến 80 triệu USD.

### Sức khỏe sa sút
Hội chứng Parkinson của Ali đã khiến sức khỏe của anh giảm dần, mặc dù anh vẫn hoạt động tích cực vào đầu những năm 2000, quảng cáo cho bộ phim tiểu sử của chính mình, Ali, vào năm 2001. Năm đó, anh cũng đóng góp một phân đoạn trên máy quay cho America: A Tribute to Heroes buổi hòa nhạc lợi ích.
Năm 1998, Ali bắt đầu hợp tác với nam diễn viên Michael J. Fox, người mắc bệnh Parkinson, để nâng cao nhận thức và tài trợ cho việc nghiên cứu phương pháp chữa trị. Họ đã cùng xuất hiện trước Quốc hội để thúc đẩy vụ việc vào năm 2002. Năm 2000, Ali làm việc với Quỹ Michael J. Fox cho Nghiên cứu về bệnh Parkinson để nâng cao nhận thức và khuyến khích quyên góp cho nghiên cứu.
Vào tháng 2 năm 2013, Rahman Ali, anh trai của Ali, cho biết Muhammad không thể nói được nữa và có thể chết trong vài ngày nữa. Con gái của Ali, May May Ali đã đáp lại tin đồn, nói rằng cô đã nói chuyện điện thoại với ông vào sáng ngày 3 tháng 2 và ông vẫn ổn. Ngày 20 tháng 12 năm 2014, Ali nhập viện vì viêm phổi nhẹ. Ali một lần nữa phải nhập viện vào ngày 15 tháng 1 năm 2015 vì nhiễm trùng đường tiết niệu sau khi được phát hiện không có phản ứng tại một nhà khách ở Scottsdale, Arizona. Ông được thả vào ngày hôm sau.

## Qua đời
Ông qua đời tại một bệnh viện ở khu vực Phoenix tối ngày 3 tháng 6 năm 2016 theo giờ MST, nơi ông đã điều trị chứng rối loạn hô hấp trong vài ngày trước.

### Tin tức đưa tin và tri ân
Sau cái chết của Ali, anh là chủ đề thịnh hành số một trên Twitter trong hơn 12 giờ và trên Facebook trong vài ngày. BET đã chiếu phim tài liệu Muhammad Ali: Made In Miami. ESPN đã phát bốn giờ liên tục đưa tin về Ali không có mục đích thương mại. Các mạng tin tức, chẳng hạn như ABC News, BBC, CNN và Fox News, cũng đưa tin rộng rãi về anh.
Ông được để tang trên toàn cầu, và một phát ngôn viên của gia đình cho biết gia đình "chắc chắn tin rằng Muhammad là công dân của thế giới... và họ biết rằng thế giới đau buồn với ông." Các chính trị gia như Barack Obama, Hillary Clinton, Bill Clinton, Donald Trump, David Cameron và nhiều người khác đã vinh danh Ali. Ali cũng nhận được nhiều lời tri ân từ thế giới thể thao bao gồm Michael Jordan, Tiger Woods, Floyd Mayweather, Mike Tyson, LeBron James, Stephen Curry, v.v. Thị trưởng Louisville Greg Fischer tuyên bố, "Muhammad Ali thuộc về thế giới. Nhưng ông ấy chỉ có một quê hương."
Một ngày sau khi Ali qua đời, UFC đã vinh danh Ali tại sự kiện UFC 199 của họ bằng một gói video dài tưởng nhớ, công nhận thành tích của Ali và truyền cảm hứng cho nhiều nhà vô địch UFC.

### Tưởng nhớ
Tang lễ của Ali đã được chính ông và những người khác lên kế hoạch từ nhiều năm trước khi ông thực sự qua đời. Các buổi lễ bắt đầu ở Louisville vào ngày 9 tháng 6 năm 2016, với buổi lễ cầu nguyện Janazah của người Hồi giáo tại Hội trường Tự do trong khuôn viên của Trung tâm Triển lãm Kentucky. Lễ cầu nguyện Janazah có sự tham dự của Tổng thống Thổ Nhĩ Kỳ Recep Tayyip Erdoğan. Vào ngày 10 tháng 6 năm 2016, đám tang đi qua các đường phố của Louisville và kết thúc tại Nghĩa trang Cave Hill, nơi thi thể của ông được an táng trong một buổi lễ riêng. Một buổi lễ tưởng niệm công khai dành cho Ali tại KFC Yum! Center được tổ chức vào chiều ngày 10 tháng 6. Billy Crystal đọc điếu văn. Những người khiêng quan tài bao gồm Will Smith, Lennox Lewis và Mike Tyson, với những người khiêng quan tài danh dự bao gồm George Chuvalo, Larry Holmes và George Foreman. Lễ tưởng niệm của Ali được ước tính có khoảng 1 tỷ khán giả trên toàn thế giới theo dõi.
'' Nếu thước đo của sự vĩ đại là làm vui mừng trái tim của mỗi con người trên mặt đất, thì anh ta thực sự là người vĩ đại nhất. Về mọi mặt, anh ấy là người dũng cảm nhất, tốt bụng nhất và xuất sắc nhất trong số những người đàn ông.''
— Thư của Bob Dylan.

## Di sản
Ali vẫn là nhà vô địch hạng nặng ba lần duy nhất. Anh là võ sĩ duy nhất sáu lần được tạp chí The Ring vinh danh là Võ sĩ của năm, và đã tham gia vào nhiều trận "Trận đấu của năm" trên võ đài hơn bất kỳ võ sĩ nào khác. Anh là một trong ba võ sĩ duy nhất được Sports Illustrated vinh danh là "Vận động viên của năm". Muhammad Ali đã được giới thiệu vào Đại sảnh Danh vọng Quyền anh Quốc tế trong năm đầu tiên và đã giành chiến thắng trước bảy người được vinh danh khác trong Đại sảnh Danh vọng trong thời đại được gọi là thời kỳ hoàng kim của quyền anh hạng nặng. Associated Press xếp anh  là võ sĩ quyền anh giỏi thứ hai và hạng nặng nhất thế kỷ 20. Kỷ lục chung của ông về việc đánh bại 21 võ sĩ để tranh đai hạng nặng thế giới và giành 14 trận tranh đai thống nhất đã tồn tại suốt 35 năm.
Năm 1978, ba năm trước khi Ali nghỉ hưu vĩnh viễn, Louisville Board of Aldermen ở quê hương Louisville, Kentucky của ông, đã bỏ phiếu 6–5 để đổi tên Phố Walnut thành Đại lộ Muhammad Ali. Điều này đã gây tranh cãi vào thời điểm đó, vì trong vòng một tuần, 12 trong số 70 biển báo đường phố đã bị đánh cắp. Đầu năm đó, một ủy ban của Trường Công lập Quận Jefferson (Kentucky) đã xem xét đổi tên trường cũ của Ali, Trường Trung học Trung tâm, để vinh danh ông, nhưng đề nghị này không được thông qua. Với thời gian, Muhammad Ali Boulevard—và bản thân Ali—được chấp nhận ở quê hương ông.
Ali được tạp chí Life vinh danh là một trong 100 người Mỹ có ảnh hưởng nhất của thế kỷ 20 vào năm 1990. Năm 1993, Associated Press đưa tin rằng Ali cùng với Babe Ruth là vận động viên được công nhận nhiều nhất, trong số hơn 800 vận động viên còn sống hoặc đã chết, ở Mỹ. Nghiên cứu cho thấy hơn 97% người Mỹ trên 12 tuổi xác định được cả Ali và Ruth. Anh là người đã nhận được Giải thưởng Dũng cảm Arthur Ashe năm 1997.
Vào cuối thế kỷ 20, ông được xếp hạng ở hoặc gần đầu hầu hết các danh sách vận động viên vĩ đại nhất thế kỷ. Anh được tạp chí Sports Illustrated vinh danh là Vận động viên của thế kỷ. Được vinh danh là Nhân vật thể thao của thế kỷ của BBC, anh nhận được nhiều phiếu bầu hơn cả năm ứng cử viên còn lại cộng lại. Anh cũng ba lần được vinh danh là Nhân vật thể thao nước ngoài của năm trên BBC. Anh được USA Today vinh danh là Vận động viên của Thế kỷ và được xếp hạng là vận động viên vĩ đại thứ ba của Bắc Mỹ trong thế kỷ 20 bởi ESPN SportsCentury. Ali được Đại sảnh Danh vọng Thể thao Kentucky vinh danh là "Vận động viên của thế kỷ Kentucky" trong các buổi lễ tại Galt House East.
Năm 1999, tạp chí Time vinh danh Ali là một trong 100 người quan trọng nhất của thế kỷ 20. Ngày 8 tháng 1 năm 2001, Muhammad Ali được Tổng thống Bill Clinton trao tặng Huân chương Công dân . Vào tháng 11 năm 2005, ông nhận được Huân chương Tự do Tổng thống George W. Bush, tiếp theo là Huân chương Hòa bình Otto Hahn bằng vàng của Hiệp hội Liên Hợp Quốc của Đức (DGVN) tại Berlin vì những đóng góp của ông đối với dân sự. phong trào nhân quyền và Liên Hợp Quốc, mà ông đã nhận được vào ngày 17 tháng 12 năm 2005.
Ngày 19 tháng 11 năm 2005, Ali và vợ là Lonnie Ali khai trương Trung tâm Muhammad Ali phi lợi nhuận trị giá 60 triệu USD ở trung tâm thành phố Louisville. Ngoài việc trưng bày những kỷ vật quyền anh của anh ấy, trung tâm còn tập trung vào các chủ đề cốt lõi là hòa bình, trách nhiệm xã hội, sự tôn trọng và sự phát triển cá nhân. Ngày 5 tháng 6 năm 2007, anh nhận bằng tiến sĩ nhân văn danh dự tại lễ tốt nghiệp lần thứ 260 của Đại học Princeton.
Ali Mall, nằm ở Trung tâm Araneta, Thành phố Quezon, Philippines, được đặt theo tên ông. Việc xây dựng trung tâm mua sắm, công trình đầu tiên thuộc loại này ở Philippines, bắt đầu ngay sau chiến thắng của Ali trong trận đấu với Joe Frazier ở Araneta Coliseum gần đó vào năm 1975. Trung tâm mua sắm mở cửa vào năm 1976 với sự tham dự của Ali.
Trận đấu giữa Muhammad Ali và Antonio Inoki năm 1976 đóng một vai trò quan trọng trong lịch sử võ tổng hợp. Tại Nhật Bản, trận đấu đã truyền cảm hứng cho các học trò của Inoki là Masakatsu Funaki và Minoru Suzuki thành lập Pancrase vào năm 1993, từ đó truyền cảm hứng cho việc thành lập Giải vô địch đấu tranh tự hào vào năm 1997. Giải vô địch đấu tranh tự hào đã được mua lại bởi đối thủ của nó, Giải vô địch đấu tranh tối thượng vào năm 2007.
Đạo luật cải cách quyền anh Muhammad Ali được đưa ra vào năm 1999 và được thông qua vào năm 2000, để bảo vệ quyền và phúc lợi của các võ sĩ ở Hoa Kỳ. Vào tháng 5 năm 2016, Markwayne Mullin, một chính trị gia và cựu võ sĩ MMA, đã trình lên Quốc hội Hoa Kỳ một dự luật nhằm mở rộng Đạo luật Ali cho võ tổng hợp. Vào tháng 6 năm 2016, thượng nghị sĩ Hoa Kỳ Rand Paul đã đề xuất sửa đổi dự thảo luật của Hoa Kỳ mang tên Ali, một đề xuất loại bỏ Hệ thống Dịch vụ Chọn lọc.
Vào năm 2015, Sports Illustrated đã đổi tên Giải thưởng Di sản Vận động viên của mình thành Giải thưởng Di sản Muhammad Ali của Sports Illustrated. Giải thưởng thường niên ban đầu được tạo ra vào năm 2008 và vinh danh những "nhân vật thể thao trước đây là hiện thân của lý tưởng về tinh thần thể thao, khả năng lãnh đạo và lòng từ thiện như những phương tiện để thay đổi thế giới." Ali xuất hiện lần đầu trên trang bìa của tạp chí vào năm 1963 và tiếp tục xuất hiện trên nhiều trang bìa trong suốt sự nghiệp lâu đời của mình.
Hiệp hội Khoa học và Nghệ thuật Giọng nói đã tạo ra Danh hiệu Tiếng nói Nhân loại Muhammad Ali vào năm 2016, được trao tại Giải thưởng Nghệ thuật Giọng nói hàng năm. Giải thưởng được tạo ra với sự hợp tác của Trung tâm Muhammad Ali và được trao cho "một cá nhân có tiếng nói, thông qua chủ nghĩa nhân đạo, hoạt động tích cực hoặc sự hy sinh cá nhân, đã tạo ra tác động tích cực quyết định đến tình trạng xã hội quốc gia hoặc toàn cầu của chúng ta." Nhà điêu khắc Marc Mellon đã tạo ra tác phẩm điêu khắc bằng đồng cho giải thưởng, mô tả Ali đang đọc diễn văn. Những người được vinh dự này bao gồm Tiến sĩ Henry Louis Gates, Ken Burns, Vance Jones, Lonnie Ali, Stacey Abrams, Wes Studi và Manuela Testolini.
Vào ngày 13 tháng 1 năm 2017, Đạo luật về tiền xu kỷ niệm Muhammad Ali đã được đưa vào Đại hội lần thứ 115 (2017–2019), nhưng không được ban hành.

## Trong truyền thông và văn hóa đại chúng
Là một võ sĩ vô địch thế giới, nhà hoạt động xã hội, biểu tượng tình dục và biểu tượng văn hóa đại chúng, Ali là chủ đề của nhiều tác phẩm sáng tạo bao gồm sách, phim, nhạc, trò chơi điện tử, chương trình truyền hình, v.v. Muhammad Ali thường được mệnh danh là người "nổi tiếng" nhất thế giới trên các phương tiện truyền thông. Một số trận đấu của anh ấy đã được ước tính có khoảng 1–2 tỷ người xem từ năm 1974 đến năm 1980, và màn thắp đuốc của anh ấy tại Thế vận hội Atlanta 1996 đã được ước tính có khoảng 3,5 tỷ người xem.
Ali đã xuất hiện trên trang bìa của Sports Illustrated 38 lần khác nhau, chỉ đứng sau 46 lần của Michael Jordan. Anh cũng xuất hiện trên trang bìa của Tạp chí Time 5 lần, nhiều nhất so với bất kỳ vận động viên nào. Năm 2015, Harris Poll phát hiện ra rằng Ali là một trong ba vận động viên nổi tiếng nhất ở Hoa Kỳ, cùng với Michael Jordan và Babe Ruth.
Võ sĩ kiêm diễn viên Lý Tiểu Long chịu ảnh hưởng của Ali, người mà ông đã nghiên cứu và kết hợp các động tác chân của mình vào phong cách của riêng mình khi phát triển Triệt quyền đạo vào những năm 1960.
Trên phim trường Freedom Road, Ali đã gặp ca sĩ kiêm nhạc sĩ người Canada Michel, và sau đó đã giúp tạo ra album của Michel The First Flight of the Gizzelda Dragon và một chương trình truyền hình đặc biệt không mong muốn có sự góp mặt của cả hai.
Ali là chủ đề của chương trình truyền hình Anh This Is Your Life năm 1978 khi anh bị Eamonn Andrews làm cho bất ngờ. Ali đã xuất hiện trong Superman vs. Muhammad Ali, một cuốn truyện tranh năm 1978 của DC Comics so tài giữa nhà vô địch với siêu anh hùng. Năm 1979, Ali đóng vai khách mời trong một tập của bộ phim sitcom NBC Diff'rent Strokes. Bản thân tiêu đề của chương trình được lấy cảm hứng từ câu trích dẫn "Những nét vẽ khác nhau dành cho những người khác nhau" được phổ biến vào năm 1966 bởi Ali, người cũng đã truyền cảm hứng cho tựa đề của bài hát "Những nét vẽ khác nhau" năm 1967 của Syl Johnson, một trong những bài hát được lấy mẫu nhiều nhất trong lịch sử nhạc pop.
Anh ấy cũng đã viết một số cuốn sách bán chạy nhất về sự nghiệp của mình, bao gồm The Greatest: My Own Story và The Soul of a Butterfly. Hiệu ứng Muhammad Ali, được đặt theo tên của Ali, là một thuật ngữ được sử dụng trong tâm lý học vào những năm 1980, như ông đã nói trong The Greatest: My Own Story: "Tôi chỉ nói rằng tôi là người vĩ đại nhất, không phải người thông minh nhất." Theo hiệu ứng này, khi mọi người được yêu cầu đánh giá trí thông minh và hành vi đạo đức của họ so với những người khác, mọi người sẽ tự đánh giá mình là đạo đức hơn, nhưng không thông minh hơn những người khác.
When We Were Kings, một bộ phim tài liệu năm 1996 về Rumble in the Jungle, đã giành giải Oscar cho Phim tài liệu hay nhất. Bộ phim tiểu sử Ali năm 2001 đã giành được đề cử Oscar Nam diễn viên chính xuất sắc nhất cho Will Smith với vai diễn Ali. Trước khi thực hiện bộ phim, Smith đã từ chối vai diễn này cho đến khi Ali yêu cầu anh ấy nhận vai. Smith cho biết điều đầu tiên Ali nói với anh ấy là: "Anh bạn, anh gần như đủ xinh đẹp để đóng vai tôi."
Năm 2002, Ali được vinh danh với một ngôi sao trên Đại lộ Danh vọng Hollywood vì những đóng góp của anh cho ngành công nghiệp giải trí. Ngôi sao của anh ấy là ngôi sao duy nhất được gắn trên một bề mặt thẳng đứng, theo yêu cầu của anh ấy rằng cái tên Muhammad—một cái tên mà anh ấy chia sẻ với nhà tiên tri Hồi giáo—không được đặt trên đó.
Trận chiến năm 1966 của ông với George Chuvalo là chủ đề của bộ phim tài liệu The Last Round: Chuvalo vs. Ali năm 2003 của Joseph Blasioli.
The Trials of Muhammad Ali, một bộ phim tài liệu do Bill Siegel đạo diễn, tập trung vào việc Ali từ chối quân dịch trong Chiến tranh Việt Nam, được công chiếu tại Manhattan vào ngày 23 tháng 8 năm 2013. Một bộ phim dành cho truyền hình năm 2013 có tựa đề Cuộc chiến vĩ đại nhất của Muhammad Ali đã kịch tính hóa khía cạnh tương tự trong cuộc đời của Ali.
Phim tài liệu What's My Name: Muhammad Ali của Antoine Fuqua được phát hành vào năm 2019.
Nhà làm phim tài liệu Ken Burns đã tạo ra bộ phim tài liệu gồm bốn phần Muhammad Ali, kéo dài hơn tám giờ về cuộc đời của Ali. Burns làm việc với bộ phim từ đầu năm 2016 và phim được phát hành vào tháng 9 năm 2021 trên PBS. Dave Zirin, người đã xem đoạn phim ngắn dài 8 tiếng của bộ phim tài liệu này, gọi nó là "hoàn toàn xuất sắc" và nói rằng "đoạn phim họ tìm thấy sẽ khiến người ta kinh ngạc".

## Kỷ lục quyền anh chuyên nghiệp
| 61 trận đánh               | 56 trận thắng | 5 trận thua |
| -------------------------- | ------------- | ----------- |
| Loại trực tiếp ( knockout) | 37            | 1           |
| Quyết định                 | 19            | 4           |

| Số | Kết quả | Tỉ số | Đối đầu             | Hạ  | Vòng, thời gian | Ngày                 | Tuổi              | Địa điểm                                                         | Ghi chú                                                                               |
| 61 | Thua    | 56-5  | Trevor Berbick      | UD  | 10              | 11 tháng 12 năm 1981 | 39 tuổi, 328 ngày | Trung tâm Thể thao Nữ hoàng Elizabeth, Nassau, Bahamas           |                                                                                       |
| -- | ------- | ----- | ------------------- | --- | --------------- | -------------------- | ----------------- | ---------------------------------------------------------------- | ------------------------------------------------------------------------------------- |
| 60 | Thua    | 56-4  | Larry Holmes        | RTD | 10 (15 ), 3:00  | 2 tháng 10 năm 1980  | 38 tuổi, 259 ngày | Cung điện Caesars, Paradise, Nevada, Hoa Kỳ                      | Đối với các danh hiệu hạng nặng của WBC và bỏ trống The Ring                          |
| 59 | Thắng   | 56-3  | Leon Sprinks        | UD  | 15              | 15 tháng 9 năm 1978  | 36 tuổi, 249 ngày | Superdome, New Orleans, Louisiana, Hoa Kỳ                        | Giành danh hiệu hạng nặng WBA và The Ring                                             |
| 58 | Thua    | 55-3  | Leon Spinks         | SD  | 15              | 15 tháng 2 năm 1978  | 36 tuổi, 29 ngày  | Las Vegas Hilton, Winchester, Nevada, Hoa Kỳ                     | Mất danh hiệu hạng nặng WBA, WBC và The Ring                                          |
| 57 | Thắng   | 55-2  | Earnie Shavers      | UD  | 15              | 29 tháng 9 năm 1977  | 35 tuổi, 255 ngày | Madison Square Garden, Thành phố New York, New York, Hoa Kỳ      | Giữ lại các danh hiệu hạng nặng WBA, WBC và The Ring                                  |
| 56 | Thắng   | 54-2  | Alfredo Evangelista | UD  | 15              | 16 tháng 5 năm 1977  | 35 tuổi, 119 ngày | Trung tâm Thủ đô, Landover, Maryland, Hoa Kỳ                     | Giữ lại các danh hiệu hạng nặng WBA, WBC và The Ring                                  |
| 55 | Thắng   | 53-2  | Ken Norton          | UD  | 15              | 28 tháng 9 năm 1976  | 34 tuổi, 255 ngày | Sân vận động Yankee, Thành phố New York, New York, Hoa Kỳ        | Giữ lại các danh hiệu hạng nặng WBA, WBC và The Ring                                  |
| 54 | Thắng   | 52-2  | Richard Dunn        | TKO | 5 (15 ), 205    | 24 tháng 5 năm 1976  | 34 tuổi, 128 ngày | Olympiahalle, München, Tây Đức                                   | Giữ lại các danh hiệu hạng nặng WBA, WBC và The Ring                                  |
| 53 | Thắng   | 51-2  | Jimmy Young         | UD  | 15              | 30 tháng 4 năm 1976  | 34 tuổi, 104 ngày | Trung tâm Thủ đô, Landover, Maryland, Hoa Kỳ                     | Giữ lại các danh hiệu hạng nặng WBA, WBC và The Ring                                  |
| 52 | Thắng   | 50-2  | Jean-Pierre Coopman | KO  | 5 (15), 2:46    | 20 tháng 2 năm 1976  | 34 tuổi, 34 ngày  | Đại hý trường Roberto Clemente, San Juan, Puerto Rico            | Giữ lại các danh hiệu hạng nặng WBA, WBC và The Ring                                  |
| 51 | Thắng   | 49-2  | Joe Frazier         | RTD | 14 (15), 3:00   | 1 tháng 10 năm 1975  | 33 tuổi, 257 ngày | Đấu trường Philippine, Thành phố Quezon, Philippines             | Giữ lại các danh hiệu hạng nặng WBA, WBC và The Ring                                  |
| 50 | Thắng   | 48-2  | Joe Brugner         | UD  | 15              | 1 tháng 7 năm 1975   | 33 tuổi, 164 ngày | Sân vận động Merdeka, Kuala Lumpur, Malaysia                     | Giữ lại các danh hiệu hạng nặng WBA, WBC và The Ring                                  |
| 49 | Thắng   | 47-2  | Ron Lyle            | TKO | 11 (15), 1:08   | 16 tháng 5 năm 1975  | 33 tuổi, 119 ngày | Trung tâm Hội nghị Las Vegas, Winchester, Nevada, Hoa Kỳ         | Giữ lại các danh hiệu hạng nặng WBA, WBC và The Ring                                  |
| 48 | Thắng   | 46-2  | Chuck Wepner        | TKO | 15 (15), 2:41   | 24 tháng 3 năm 1975  | 33 tuổi, 66 ngày  | Đấu trường La Mã, Richfield, Ohio, Hoa Kỳ                        | Giữ lại các danh hiệu hạng nặng WBA, WBC và The Ring                                  |
| 47 | Thắng   | 45-2  | George Foreman      | KO  | 8 (15), 2:58    | 30 tháng 10 năm 1974 | 32 tuổi, 286 ngày | Sân vận động 20 Mai, Kinshasa, Zaire                             | Giành đai hạng nặng WBA, WBC và The Ring                                              |
| 46 | Thắng   | 44-2  | Joe Frazier         | UD  | 12              | 28 tháng 1 năm 1974  | 32 tuổi, 11 ngày  | Madison Square Garden, Thành phố New York, New York, Hoa Kỳ      | Giữ lại danh hiệu hạng nặng NABF                                                      |
| 45 | Thắng   | 43-2  | Rudie Lubbers       | UD  | 12              | 20 tháng 10 năm 1973 | 31 tuổi, 276 ngày | Sân vận động Gelora Bung Karno, Jakarta, Indonesia               |                                                                                       |
| 44 | Thắng   | 42-2  | Ken Norton          | SD  | 12              | 10 tháng 9 năm 1973  | 31 tuổi, 236 ngày | Diễn đàn, Inglewood, California, Hoa Kỳ                          | Giành danh hiệu hạng nặng NABF                                                        |
| 43 | Thua    | 41-2  | Ken Norton          | SD  | 12              | 31 tháng 3 năm 1973  | 31 tuổi, 73 ngày  | Nhà thi đấu Thể thao, San Diego, California, Hoa Kỳ              | Mất danh hiệu hạng nặng NABF                                                          |
| 42 | Thắng   | 41-1  | Joe Bugner          | UD  | 12              | 14 tháng 2 năm 1973  | 31 tuổi, 28 ngày  | Trung tâm Hội nghị Las Vegas, Winchester, Nevada, Hoa Kỳ         |                                                                                       |
| 41 | Thắng   | 40-1  | Bob Foster          | KO  | 8 (12), 0:40    | 21 tháng 12 năm 1972 | 30 tuổi, 309 ngày | Sahara Tahoe, Stateline, Nevada, Hoa Kỳ                          | Giữ lại danh hiệu hạng nặng NABF                                                      |
| 40 | Thắng   | 39-1  | Floyd Patterson     | RTD | 7 (12), 3:00    | 20 tháng 9 năm 1972  | 30 tuổi, 249 ngày | Madison Square Garden, Thành phố New York, New York, Hoa Kỳ      | Giữ lại danh hiệu hạng nặng NABF                                                      |
| 39 | Thắng   | 38-1  | Alvin Lewis         | TKO | 12 (12), 2:10   | 19 tháng 7 năm 1972  | 30 tuổi, 184 ngày | Công viên Croke, Dublin, Ireland                                 |                                                                                       |
| 38 | Thắng   | 37-1  | Jerry Quarry        | TKO | 7 (12), 0:19    | 27 tháng 6 năm 1972  | 30 tuổi, 162 ngày | Trung tâm Hội nghị Las Vegas, Winchester, Nevada, Hoa Kỳ         | Giữ lại danh hiệu hạng nặng NABF                                                      |
| 37 | Thắng   | 36-1  | George Chuvalo      | UD  | 12              | 1 tháng 5 năm 1972   | 30 tuổi, 105 ngày | Đấu trường Thái Bình Dương, Vancouver, British Columbia, Canada  | Giữ lại danh hiệu hạng nặng NABF                                                      |
| 36 | Thắng   | 35-1  | Mac Foster          | UD  | 15              | 1 tháng 4 năm 1972   | 30 tuổi, 75 ngày  | Sân vận động Nippon Budokan, Tokyo, Nhật Bản                     |                                                                                       |
| 35 | Thắng   | 34-1  | Jürgen Blin         | KO  | 7 (12), 0:19    | 27 tháng 6 năm 1972  | 29 tuổi, 349 ngày | Hallenstadion, Zurich, Thụy Sĩ                                   |                                                                                       |
| 34 | Thắng   | 33-1  | Buster Mathis       | UD  | 12              | 17 tháng 11 năm 1971 | 29 tuổi, 304 ngày | Astrodome, Houston, Texas, Hoa Kỳ                                | Giữ lại danh hiệu hạng nặng NABF                                                      |
| 33 | Thắng   | 32-1  | Jimmy Ellis         | TKO | 12 (12), 2:10   | 26 tháng 7 năm 1971  | 29 tuổi, 190 ngày | Astrodome, Houston, Texas, Hoa Kỳ                                | Giành danh hiệu hạng nặng NABF.                                                       |
| 32 | Thua    | 31-1  | Joe Frazier         | UD  | 15              | 8 tháng 3 năm 1971   | 29 tuổi, 50 ngày  | Madison Square Garden, Thành phố New York, New York, Hoa Kỳ      | Đối với các danh hiệu hạng nặng WBA, WBC và The Ring                                  |
| 31 | Thắng   | 31-0  | Oscar Bonavuena     | TKO | 15 (15), 2:03   | 7 tháng 12 năm 1970  | 28 tuổi, 328 ngày | Madison Square Garden, Thành phố New York, New York, Hoa Kỳ      | Giành danh hiệu hạng nặng NABF.                                                       |
| 30 | Thắng   | 30-0  | Jerry Quarry        | RTD | 3 (15), 3:00    | 26 tháng 10 năm 1970 | 28 tuổi, 382 ngày | Thính phòng Thành phố, Atlanta, Georgia, Hoa Kỳ                  |                                                                                       |
| 29 | Thắng   | 29-0  | Zora Folley         | KO  | 7 (15), 1:48    | 22 tháng 5 năm 1967  | 25 tuổi, 64 ngày  | Madison Square Garden, Thành phố New York, New York, Hoa Kỳ      | Giữ lại các danh hiệu hạng nặng WBA, WBC, NYSAC và The Ring.                          |
| 28 | Thắng   | 28-0  | Ernie Terrell       | UD  | 15              | 6 tháng 2 năm 1967   | 25 tuổi, 20 ngày  | Astrodome, Houston, Texas, Hoa Kỳ                                | Giữ lại các danh hiệu hạng nặng WBC, NYSAC và The Ring; Giành danh hiệu hạng nặng WBA |
| 27 | Thắng   | 27-0  | Cleveland Williams  | TKO | 3 (15), 1:08    | 14 tháng 11 năm 1966 | 24 tuổi, 301 ngày | Astrodome, Houston, Texas, Hoa Kỳ                                | Giữ lại các danh hiệu hạng nặng WBA, WBC, NYSAC và The Ring.                          |
| 26 | Thắng   | 26-0  | Karl Mildenburger   | TKO | 12 (15), 1:30   | 10 tháng 9 năm 1966  | 24 tuổi, 236 ngày | Waldstadion, Frankfurt, Tây Đức                                  | Giữ lại các danh hiệu hạng nặng WBA, WBC, NYSAC và The Ring.                          |
| 25 | Thắng   | 25-0  | Brian London        | KO  | 3 (15), 1:40    | 6 tháng 8 năm 1966   | 24 tuổi, 201 ngày | Trung tâm triển lãm Earls Court, London, Anh                     | Giữ lại các danh hiệu hạng nặng WBA, WBC, NYSAC và The Ring.                          |
| 24 | Thắng   | 24-0  | Henry Cooper        | TKO | 6 (15), 1:38    | 21 tháng 5 năm 1966  | 24 tuổi, 124 ngày | Sân vận động Arsenal, Luân Đôn, Anh                              | Giữ lại các danh hiệu hạng nặng WBA, WBC, NYSAC và The Ring.                          |
| 23 | Thắng   | 23-0  | George Chuvalo      | UD  | 15              | 29 tháng 3 năm 1966  | 24 tuổi, 71 ngày  | Vườn lá phong, Toronto, Canada                                   | Giữ lại các danh hiệu hạng nặng WBA, WBC, NYSAC và The Ring.                          |
| 22 | Thắng   | 22-0  | Floyd Patterson     | TKO | 12 (15), 2:18   | 22 tháng 11 năm 1965 | 23 tuổi, 309 ngày | Trung tâm Hội nghị Las Vegas, Winchester, Nevada, Hoa Kỳ         | Giữ lại các danh hiệu hạng nặng WBA, WBC, NYSAC và The Ring.                          |
| 21 | Thắng   | 21-0  | Sonny Liston        | KO  | 1 (15), 2:12    | 25 tháng 5 năm 1965  | 23 tuổi, 128 ngày | Trung tâm Hành chính, Lewiston, Maine, Hoa Kỳ                    | Giữ lại các danh hiệu hạng nặng WBA, WBC, NYSAC và The Ring.                          |
| 20 | Thắng   | 20-0  | Sonny Liston        | RTD | 6 (15), 3:00    | 25 tháng 2 năm 1964  | 22 tuổi, 39 ngày  | Trung tâm Hội nghị, Bãi biển Miami, Florida, Hoa Kỳ              | Giành đai hạng nặng WBA, WBC, NYSAC và The Ring                                       |
| 19 | Thắng   | 19-0  | Henry Cooper        | TKO | 5 (10), 2:15    | 18 tháng 6 năm 1963  | 21 tuổi, 152 ngày | Sân vận động Wembley, Luân Đôn, Anh                              |                                                                                       |
| 18 | Thắng   | 18-0  | Drug Jones          | UD  | 10              | 13 tháng 3 năm 1963  | 21 tuổi, 55 ngày  | Madison Square Garden, Thành phố New York, New York, Hoa Kỳ      |                                                                                       |
| 17 | Thắng   | 17-0  | Charlie Powell      | KO  | 3 (10), 2:04    | 24 tháng 1 năm 1963  | 21 tuổi, 7 ngày   | Nhà thi đấu Civic, Pittsburgh, Pennsylvania, Hoa Kỳ              |                                                                                       |
| 16 | Thắng   | 16-0  | Archie Moore        | TKO | 4 (10), 1:35    | 15 tháng 11 năm 1962 | 20 tuổi, 302 ngày | Nhà thi đấu Thể thao Tưởng niệm, Los Angeles, California, Hoa Kỳ |                                                                                       |
| 15 | Thắng   | 15-0  | Alejandro Lavorante | KO  | 5 (10), 1:48    | 20 tháng 7 năm 1962  | 20 tuổi, 184 ngày | Nhà thi đấu Thể thao Tưởng niệm, Los Angeles, California, Hoa Kỳ |                                                                                       |
| 14 | Thắng   | 14-0  | Billy Daniels       | TKO | 7 (10), 2:21    | 19 tháng 5 năm 1962  | 20 tuổi, 122 ngày | Nhà thi đấu St. Nicholas, Thành phố New York, New York, Hoa Kỳ   |                                                                                       |
| 13 | Thắng   | 13-0  | George Logan        | TKO | 4 (10), 1:34    | 23 tháng 4 năm 1962  | 20 tuổi, 96 ngày  | Nhà thi đấu Thể thao Tưởng niệm, Los Angeles, California, Hoa Kỳ |                                                                                       |
| 12 | Thắng   | 12-0  | Don Warner          | TKO | 4 (10), 0:34    | 28 tháng 2 năm 1962  | 20 tuổi, 70 ngày  | Trung tâm Hội nghị, Bãi biển Miami, Florida, Hoa Kỳ              |                                                                                       |
| 11 | Thắng   | 11-0  | Sonny Banks         | TKO | 4 (10), 0:26    | 10 tháng 2 năm 1962  | 20 tuổi, 24 ngày  | Madison Square Garden, Thành phố New York, New York, Hoa Kỳ      |                                                                                       |
| 10 | Thắng   | 10-0  | Willi Besmanoff     | TKO | 7 (10), 1:55    | 29 tháng 11 năm 1961 | 19 tuổi, 316 ngày | Hội trường Tự do, Louisville, Kentucky, Hoa Kỳ                   |                                                                                       |
| 9  | Thắng   | 9-0   | Alex Miteff         | TKO | 6 (10), 1:45    | 7 tháng 10 năm 1961  | 19 tuổi, 263 ngày | Hội trường Tự do, Louisville, Kentucky, Hoa Kỳ                   |                                                                                       |
| 8  | Thắng   | 8-0   | Alonzo Johnson      | UD  | 10              | 22 tháng 7 năm 1961  | 19 tuổi, 186 ngày | Hội trường Tự do, Louisville, Kentucky, Hoa Kỳ                   |                                                                                       |
| 7  | Thắng   | 7-0   | Duke Sabedong       | UD  | 10              | 26 tháng 6 năm 1961  | 19 tuổi, 160 ngày | Trung tâm Hội nghị Las Vegas, Winchester, Nevada, Hoa Kỳ         |                                                                                       |
| 6  | Thắng   | 6-0   | LaMar Clark         | KO  | 2 (8), 1:27     | 19 tháng 4 năm 1961  | 19 tuổi, 92 ngày  | Hội trường Tự do, Louisville, Kentucky, Hoa Kỳ                   |                                                                                       |
| 5  | Thắng   | 5-0   | Donnie Fleeman      | RTD | 6 (8)           | 21 tháng 2 năm 1961  | 19 tuổi,, 35 ngày | Thính phòng Thành phố, Bãi biển Miami, Florida, Hoa Kỳ           |                                                                                       |
| 4  | Thắng   | 4-0   | Jim Robinson        | KO  | 1 (8), 1:34     | 7 tháng 2 năm 1961   | 19 tuổi, 21 ngày  | Trung tâm Hội nghị, Bãi biển Miami, Florida, Hoa Kỳ              |                                                                                       |
| 3  | Thắng   | 3-0   | Tony Esperti        | TKO | 3 (8), 1:30     | 17 tháng 1 năm 1961  | 19 tuổi, 0 ngày   | Thính phòng Thành phố, Bãi biển Miami, Florida, Hoa Kỳ           |                                                                                       |
| 2  | Thắng   | 2-0   | Herb Siler          | TKO | 4 (8), 1:00     | 27 tháng 12 năm 1960 | 18 tuổi, 345 ngày | Thính phòng Thành phố, Bãi biển Miami, Florida, Hoa Kỳ           |                                                                                       |
| 1  | Thắng   | 1-0   | Tunny Hunsaker      | UD  | 6               | 29 tháng 10 năm 1960 | 18 tuổi, 286 ngày | Hội trường Tự do, Louisville, Kentucky, Hoa Kỳ                   |                                                                                       |